# Alaska Airlines
North of Expected
Alaska Airlines (code IATA : AS ; code OACI : ASA) est une compagnie aérienne américaine. Elle assure des vols intérieurs et internationaux en Amérique du Nord depuis ses hubs à l'aéroport international de Seattle-Tacoma, l'aéroport international d'Anchorage Ted-Stevens, l'aéroport international de Portland et l'aéroport international de Los Angeles. Elle est basée à Seattle, dans l'État de Washington aux États-Unis.

## Histoire

### Premières années (1932-1945)

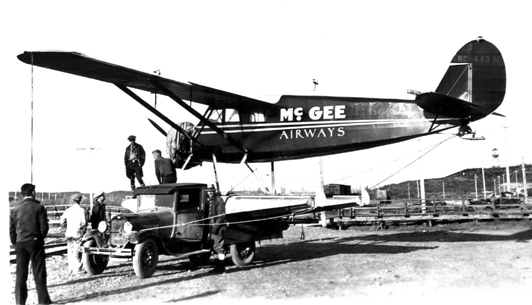
Débuts de la compagnie.

Le précurseur de la compagnie est McGee Airways (en), qui a effectué son service inaugural entre Anchorage et la baie de Bristol en 1932 avec un Stinson monomoteur, trois avions de passagers.

La compagnie aérienne a connu des difficultés financières pendant la Grande Dépression. Il y avait trop de compagnies aériennes à Anchorage par rapport à la demande. Les fusions et acquisitions ont permis d'enregistrer des changements dans le nom et l'entreprise a vu s'étendre son activité à l'ensemble de l'Alaska. La première de ces fusions remonte à 1934, lorsque McGee vendit sa compagnie aérienne éponyme pour 50 000 $ US à Star Air Service, une compagnie aérienne également située à Anchorage. Cela a permis à McGee d'entrer dans l'industrie minière. Avec une flotte de quinze avions, Star Air Service était une compagnie aérienne dominante en Alaska. Mais Star a continué à éprouver des difficultés financières en raison des coûts d'entretien élevés de ses avions en bois et en tissu.
En 1937, McGee est revenu au transport aérien et a ouvert un magasin d'alcools, et la compagnie aérienne a commencé à transporter de l'alcool vers les communautés éloignées de l'Alaska. Cette année-là, Star Air Service a acheté Alaska Interior Airlines et a été nommée Star Air Lines. Star a de nouveau été vendue plus tard cette année-là à un groupe de mineurs.
En 1938, le Congrès a créé le Conseil de l'aéronautique civile (CAB) ; celui-ci a attribué à la compagnie aérienne la plupart des routes qu'elle souhaitait en Alaska, mais la route convoitée entre Seattle et Anchorage a été attribuée à Pan American Airways.
En 1941, Star Air Service a été achetée par Raymond Marshall, un homme d'affaires de New York. En 1942, la compagnie aérienne a acheté trois autres compagnies aériennes en Alaska, Lavery Air Service, Mirow Air Service et Pollack Flying Service, ainsi qu'un hangar à l'aéroport d'Anchorage. Dès 1942, la compagnie était connue sous le nom de Alaska Airlines Star. Le simple nom de Alaska Airlines a été adopté en 1944, après avoir battu de justesse un concurrent qui souhaitait utiliser la même dénomination. Dans les années 1940, le siège social était établi à Anchorage, en Alaska.
Lorsque les États-Unis se sont engagés dans la Seconde Guerre mondiale en décembre 1941, Alaska Airlines faisait face à une pénurie de pilotes. Pendant la guerre, la compagnie aérienne manquait de fonds et d'équipement, et les pilotes étaient souvent contraints d'acheter du carburant pour leurs avions de leurs propres poches. La société, qui a souvent fait l'objet de poursuites judiciaires, a également traversé de nombreux présidents différents pendant cette période. En 1943, Alaska Airlines a acheté le Lockheed Model 18 Lodestar, son premier avion multimoteur. Cette même année, la société fait son entrée pour la première fois à la Bourse américaine,.

### Expansion après la Seconde Guerre mondiale (1945-1949)

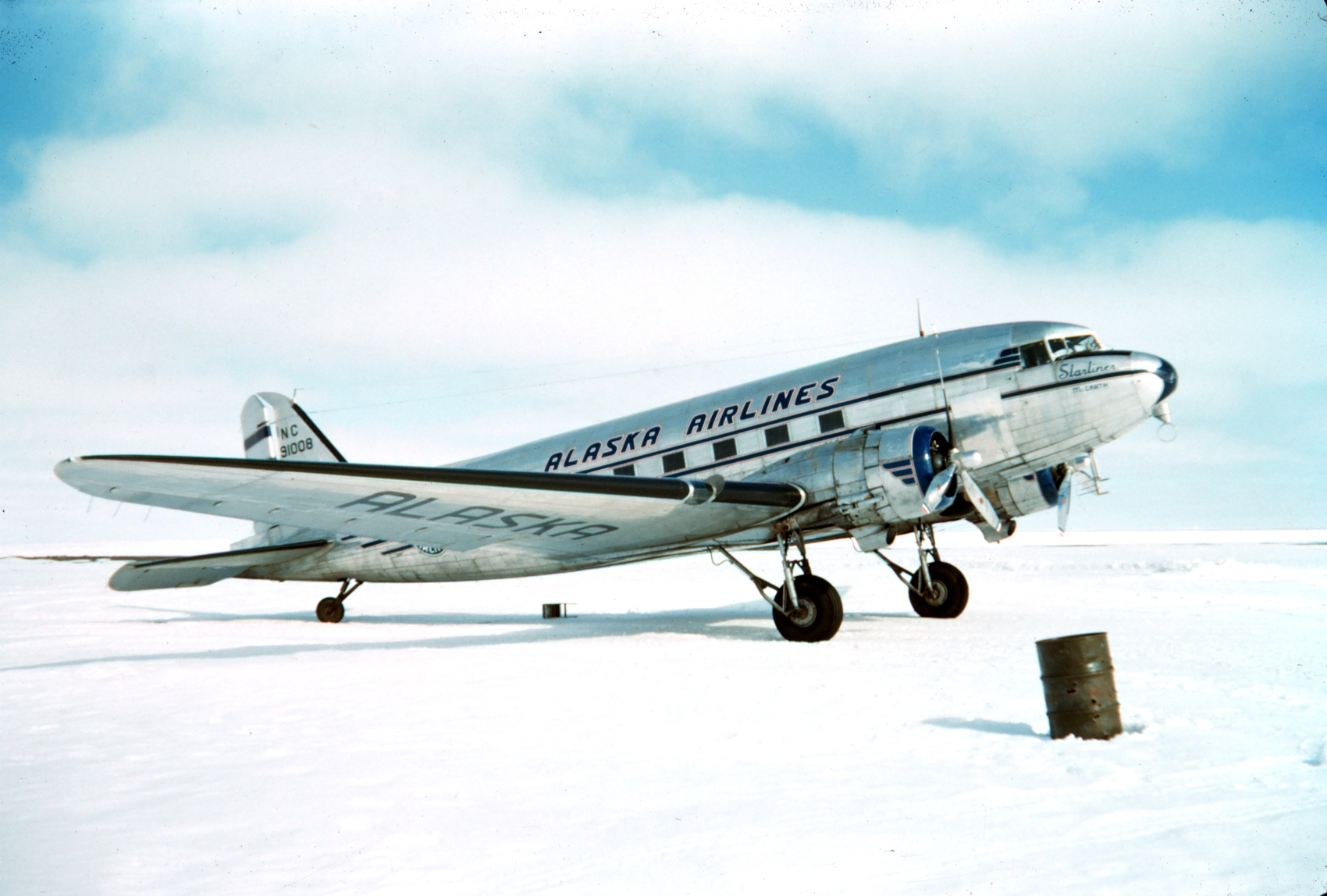
Un Douglas DC-3 d'Alaska Airlines

En 1945, Alaska Airlines embauche ses premières hôtesses de l'air. En 1947, le jockey James Wooten est devenu président de la compagnie aérienne et il a commencé à développer considérablement la compagnie aérienne,. Sous sa direction, la société a acheté au gouvernement de nombreux avions militaires en surplus qui ont été utilisés pendant la Seconde Guerre mondiale. La compagnie aérienne a acheté des Douglas DC-3, des Douglas DC-4 et des Curtiss-Wright C-46 Commandos. Alaska Airlines a été le premier transporteur certifié pour exploiter des DC-3 sur des skis.
L'importante activité d'affrètement d'Alaska Airlines l'a rendue rentable et la compagnie aérienne a déplacé sa base d'opérations à Paine Field, un aéroport au nord de Seattle. Elle a cependant conservé une succursale à Anchorage. Malgré leur succès, les activités d'affrètement mondiales d'Alaska Airlines ont été de courte durée. En 1949, l'ACR a resserré ses règlements et imposé de lourdes amendes à la compagnie aérienne et l'a complètement fermée pour violation de la sécurité. La compagnie aérienne n'a pas été autorisée à exploiter des vols charters dans le monde entier et le président James Wooten a quitté la compagnie,. Toujours en 1949, Alaska Air a commencé à exploiter cinq hélicoptères Bell 47 B afin de soutenir l'exploration pétrolière sur le versant nord, devenant ainsi la première compagnie aérienne en Alaska à exploiter des aéronefs à voilure tournante.
En 1949, la compagnie aérienne a joué un rôle majeur dans le cadre de ce qui est devenu connu sous le nom d'opération Tapis volant (operation Magic Carpet). Des avions C-46 ou DC-4 ont été utilisés pour le vol de près de 3 000 milles, rendu nécessaire pour éviter de survoler les pays arabes. Des avions ont volé d'Érythrée à Aden, puis le long du golfe d'Aqaba à Tel Aviv. Après avoir transporté les réfugiés, les équipages se sont alors immédiatement rendus à Chypre, craignant de rester au sol à Tel-Aviv de peur d'être bombardés. Quelque 49 000 Juifs yéménites ont été transportés par avion par Alaska Airlines et d'autres transporteurs sans une seule perte de vie.

### Nouveau leadership (années 1950)
Alaska Airlines a commencé les années 1950 sans ses activités charter dans le monde entier, ses opérations étant limitées à l'intérieur de l'état de l'Alaska. En 1950, la compagnie a acheté deux petites compagnies aériennes d'Alaska, Collins Air Service et Al Jones Airways.
Bien que la compagnie aérienne se soit beaucoup développée sous la propriété de Raymond Marshall, le CAB l'a expulsé en 1951 en raison de problèmes financiers persistants. De plus, Marshall était propriétaire d'Alaska Airlines dans l'intention de s'enrichir à titre personnel, sans se soucier de la stabilité à long terme de la compagnie. En 1951, l'ACR a décerné à Alaska Airlines un certificat temporaire lui permettant d'exploiter les routes des villes d'Alaska d'Anchorage et de Fairbanks à Seattle et Portland dans les États-Unis contigus; cela devenant permanent en 1957,.
En 1952, le CAB a nommé Nelson David à la présidence. Celui-ci a commencé à améliorer la stabilité financière de la compagnie aérienne. En 1957, le transporteur étant dans une meilleure situation financière, David partit et Charles Willis, Jr. devint le nouveau président et chef de la direction de l'entreprise. Pilote pendant la Seconde Guerre mondiale, Willis a introduit plusieurs gadgets marketing qui distinguent la compagnie aérienne des autres. Sous sa direction, Alaska Airlines est devenue la première à diffuser des films en vol. La compagnie a commencé les vols en Douglas DC-6, le premier avion pressurisé de la compagnie aérienne, permettant des vols au-dessus des nuages et des perturbations météorologiques. Sur ces DC-6, la compagnie aérienne a introduit le service « Golden Nugget », qui comprenait un salon et un piano à bord.

### La période des jets (années 1960)

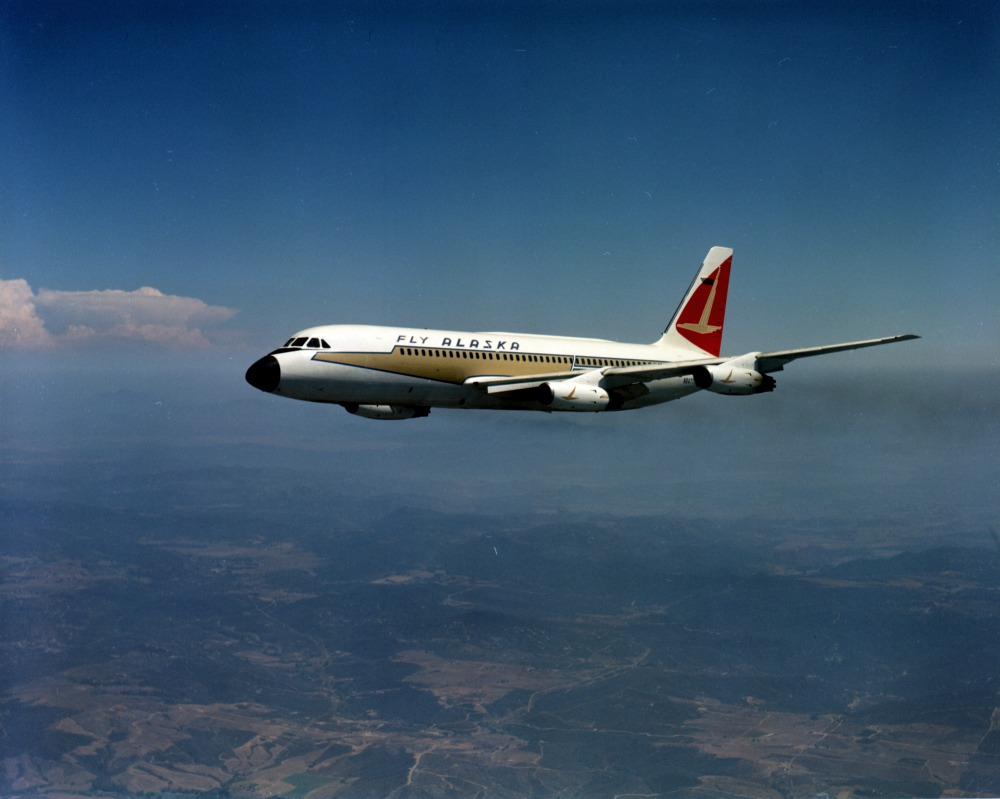
Un Convair 880-61 d'Alaska Airlines, le premier avion à réaction de la compagnie

En 1961, les concurrents ont commencé à introduire des jets sur les routes empruntées par Alaska Airlines. C'est alors qu'Alaska Airlines entre dans l'ère du jet pour contrer cette concurrence. Ainsi, Willis a négocié avec l'avionneur américain Convair pour acheter un avion de ligne Convair 880 sans aucun acompte pour une utilisation sur les routes entre l'Alaska et les États-Unis contigus. La société a présenté le nouvel avion à réaction la même année.
En décembre 1962, Air Guinée a signé un contrat d'expertise avec la compagnie Alaska Airlines qui lui fournit en plus deux Douglas DC-6. Ce contrat aurait dû se poursuivre pendant une période de sept ans, il prit fin prématurément au bout de six mois, conduisant l'Agence des États-Unis pour le développement international (USAID) à payer 700 000 dollars de dette due par la compagnie aérienne guinéenne à Alaska Airlines.
En 1966, la société a reçu ses premiers Boeing 727-100 et a retiré le Convair 880 de la flotte comme convenu avec Boeing, cela faisant partie des conditions de financement des 727. Plusieurs des premiers 727 de la compagnie étaient des modèles de la série 100C qui pouvaient être utilisés comme avions tout-cargo, dans une configuration uniquement passagers ou comme des avions mixtes passagers / fret. Au printemps 1967, Alaska Airlines ajoute le Convair 990 à sa flotte pour répondre à l'augmentation considérable du nombre de passagers. D'autres Boeing 727-200, plus longs, ont rejoint la flotte et sont devenus le modèle d'avion phare d'Alaska Airlines pendant plus de 25 ans. La compagnie est également devenue le premier transporteur aérien à opérer le Lockheed L-100 Hercules (modèle L382), la version civile du turbopropulseur militaire C-130, utilisé pour transporter les plates-formes de forage pétrolier vers le versant nord de l'Alaska et plus tard vers l' Équateur. Elle possédait également des Lockheed Constellation, (dont deux Lockheed L-1649A Starliners de 1962 à 1968, et trois L-1049 utilisés pour les opérations du service de transport aérien militaire,,), des avions à hélice et à turbopropulseurs plus petits, notamment les avions amphibiens Convair 240, de Havilland Canada DHC-6 Twin Otter et Super Catalina ainsi que deux versions de l'avion amphibien Grumman Goose, l'une avec des moteurs à piston et l'autre étant une conversion aux turbopropulseurs que la compagnie aérienne appelait le « Turbo-Goose ». Les hydravions amphibiens Catalina et Grumman ont rejoint la flotte lorsque la compagnie aérienne a acquis l'exploitant local du sud-est de l'Alaska Alaska Coastal Airlines en 1968.

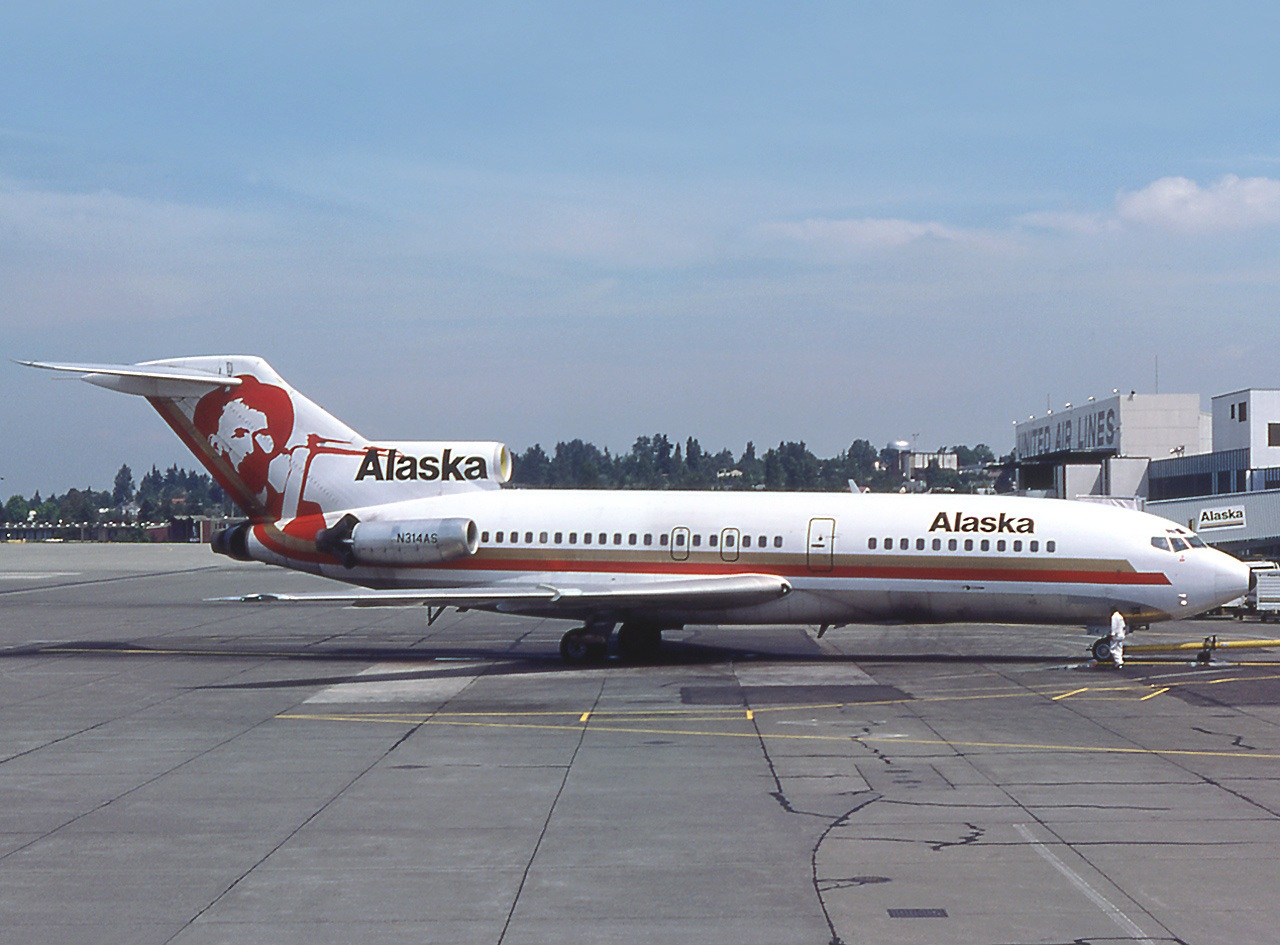
Un Boeing 727-100 d'Alaska Airlines à l'aéroport international de Seattle-Tacoma

Pendant ces années, Alaska Airlines a fait face à la concurrence féroce d'autres compagnies aériennes telles que Northwest Airlines, Pan Am et Pacific Northern Airlines, cette dernière étant un transporteur aérien basé en Alaska exploitant des avions de ligne Boeing 720, qui a ensuite été acquis et fusionné avec Western Airlines en 1967. Northwest et Pan Am ont exploité à des moments différents des Boeing 747 à fuselage large sur leurs services vers l'Alaska ; avec Northwest opérant la route Seattle – Anchorage sans escale en 747 et Pan Am opérant la route Seattle – Fairbanks sans escale avec le 747. Pour se démarquer de la concurrence, Alaska Airlines s'est tournée vers des services imaginatifs tels que des consignes de sécurité lues comme des rimes, des défilés de mode dans les allées et des jeux de bingo à bord en cours de route.
En 1965, Alaska Airlines a transféré certaines routes entre de petites communautés de l'Alaska, ainsi que des avions plus petits, à Wien Air Alaska. Cela a permis à l'Alaska de se concentrer sur des itinéraires plus fréquentés et de vendre des avions plus petits.
Tout au long des années 1960, Alaska Airlines a œuvré pour promouvoir le tourisme en Alaska en proposant des vols charters depuis la zone des États-Unis contigus. Dans une tentative d'augmenter l'attrait de l'État, Alaska Airlines a effectué une tournée promotionnelle au Japon en 1963. En 1967, alors que l'état de l'Alaska célébrait le centenaire du changement de souveraineté de son territoire, Alaska Airlines a introduit un thème promotionnel « Gay Nineties » avec des hôtesses habillées de tenues édouardiennes. Cette année-là, Alaska Airlines s'est étendue au sud-est de l'Alaska avec l'ouverture de vol vers Sitka. Cela a conduit à l'achat de deux petites compagnies aériennes, Alaska Coastal Airlines et Cordova Airlines, en 1968.
Dans les années 1960 Alaska Airlines déménage son siège social dans la région de Seattle Belltown.

### Difficultés économiques (années 1970)
Au début des années 1970, Alaska Airlines a lancé des vols charters en Boeing 707 vers la Sibérie en Union soviétique. C'était le résultat de trois années de négociations secrètes entre Alaska Airlines et les autorités soviétiques, au cours desquelles le Département d'État américain a choisi à contrecœur de ne pas bloquer le plan par crainte d'une réponse potentiellement négative des Soviétiques. La compagnie aérienne a obtenu l'autorisation d'effectuer plus de deux douzaines de vols en 1970, 1971 et 1972,. Alaska Airlines exploitait également les Boeing 707, Boeing 720 et Boeing 720B en service régulier de passagers entre des destinations en Alaska et à Seattle au début et au milieu des années 1970.

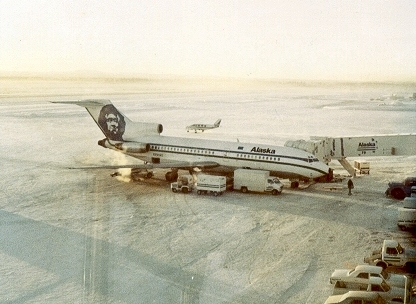
Boeing 727 de la compagnie

Cependant, la compagnie aérienne n'était pas en bonne santé financière à cette époque. Comme une grande partie de l'industrie du transport aérien, Alaska Airlines a été frappée par la hausse des coûts de carburant et d'exploitation et était au bord de la faillite. La compagnie a vu ses revenus considérablement réduire lorsque les travaux sur le réseau de pipelines Trans-Alaska ont été retardés (l'avion cargo de la compagnie aérienne qui avait joué un rôle clé dans la construction du gazoduc était alors inactif). La compagnie aérienne a connu une crise le 4 septembre 1971, lorsqu'un avion de ligne Boeing 727-100 s'est écrasé à l'atterrissage à Juneau, tuant 111 personnes, le pire accident d'avion en Amérique à l'époque. En butte à des difficultés financières, le conseil d'administration de la compagnie aérienne a évincé le président-directeur général Charles Willis. L'ancien membre du conseil d'administration, Ronald Cosgrave, lui a succédé. La compagnie aérienne avait une US$22 millions de dollars lorsque Cosgrave a pris la relève, alors Cosgrave a commencé à faire des coupes importantes. L'activité cargo de la compagnie aérienne a été complètement abandonnée, ainsi que de nombreux vols et employés. Cosgrave a également cherché à améliorer l'image ternie de la compagnie aérienne « Elastic Airlines » (se référant à sa mauvaise tenue des horaires). Le logo a été changé en une image d'un esquimau souriant, qui demeure aujourd'hui. Grâce à ces efforts, la compagnie aérienne a réalisé un profit en 1973 et a continué à être rentable par la suite.

### Expansion post-déréglementation (1978-1990)
Alaska Airlines était l'un des trois seuls transporteurs américains à soutenir la loi de 1978 sur la déréglementation des compagnies aériennes, sachant qu'ils tireraient une croissance significative et d'autres avantages de la déréglementation. Après la déréglementation, la division immobilière de la société a été scindée en sa propre société, Cosgrave devenant son président. La direction de la compagnie aérienne a été transmise à Bruce Kennedy, un proche associé de Cosgrave. Cosgrave a conclu une alliance avec Alaska Airlines pour acheter son concurrent Wien Air Alaska, mais cela a finalement échoué et a abouti à des amendes pour Alaska Air et ses dirigeants pour irrégularités lors de la tentative d'acquisition. Wien Air a été liquidée en 1984 et n'a jamais fusionné avec Alaska Airlines.
Au moment de la déréglementation, Alaska Airlines desservait dix villes de l'Alaska et une des États-Unis contigus - la ville de Seattle -, et sa flotte ne comptait que dix avions. Immédiatement après la déréglementation, la compagnie aérienne a commencé à se développer, ajoutant les villes de Portland et de San Francisco à son réseau. Peu de temps après, la compagnie aérienne a repris ses services vers les villes de l'Alaska, Nome et Kotzebue, et a également ouvert une route vers Palm Springs, en Californie. Burbank et l'Ontario ont été ajoutés en 1981,. En 1979, l'Alaska a également étudié la possibilité d'acquérir et de fusionner avec Hughes Air West, mais cela ne s'est jamais concrétisé. Les routes vers Oakland et San Jose en Californie, Spokane à Washington, Boise dans l'Idaho et Phoenix et Tucson en Arizona sont d'autres villes des États-Unis continentaux ont été ajoutées au réseau de la compagnie aérienne en 1985.
La déréglementation a également posé des défis à la compagnie aérienne. Elle a été en butte à une concurrence et à une inflation accrues qui ont exercé une pression énorme sur les coûts, les bénéfices et les salaires. En 1979, les concurrents Northwest Airlines et Western Airlines opéraient des McDonnell Douglas DC-10 sur la liaison principale Anchorage – Seattle sans escale avec une concurrence supplémentaire fournie par Wien Air Alaska qui avait commencé à voler sans escale entre Anchorage et Seattle. Northwest exploitait également un service DC-10 sans escale sur la route Fairbanks – Seattle à cette époque. Des tensions existaient avec les syndicats, en particulier les mécaniciens et les agents de bord. En 1985, l'entreprise a mené une grève de trois mois avec ses machinistes. En juin de la même année, la grève a pris fin en promettant de réduire les coûts de main-d'œuvre et de maintenir la paix avec les syndicats. En novembre 1985, la compagnie aérienne a lancé un service quotidien de fret aérien appelé Gold Streak avec un service à destination et en provenance de l'Alaska.

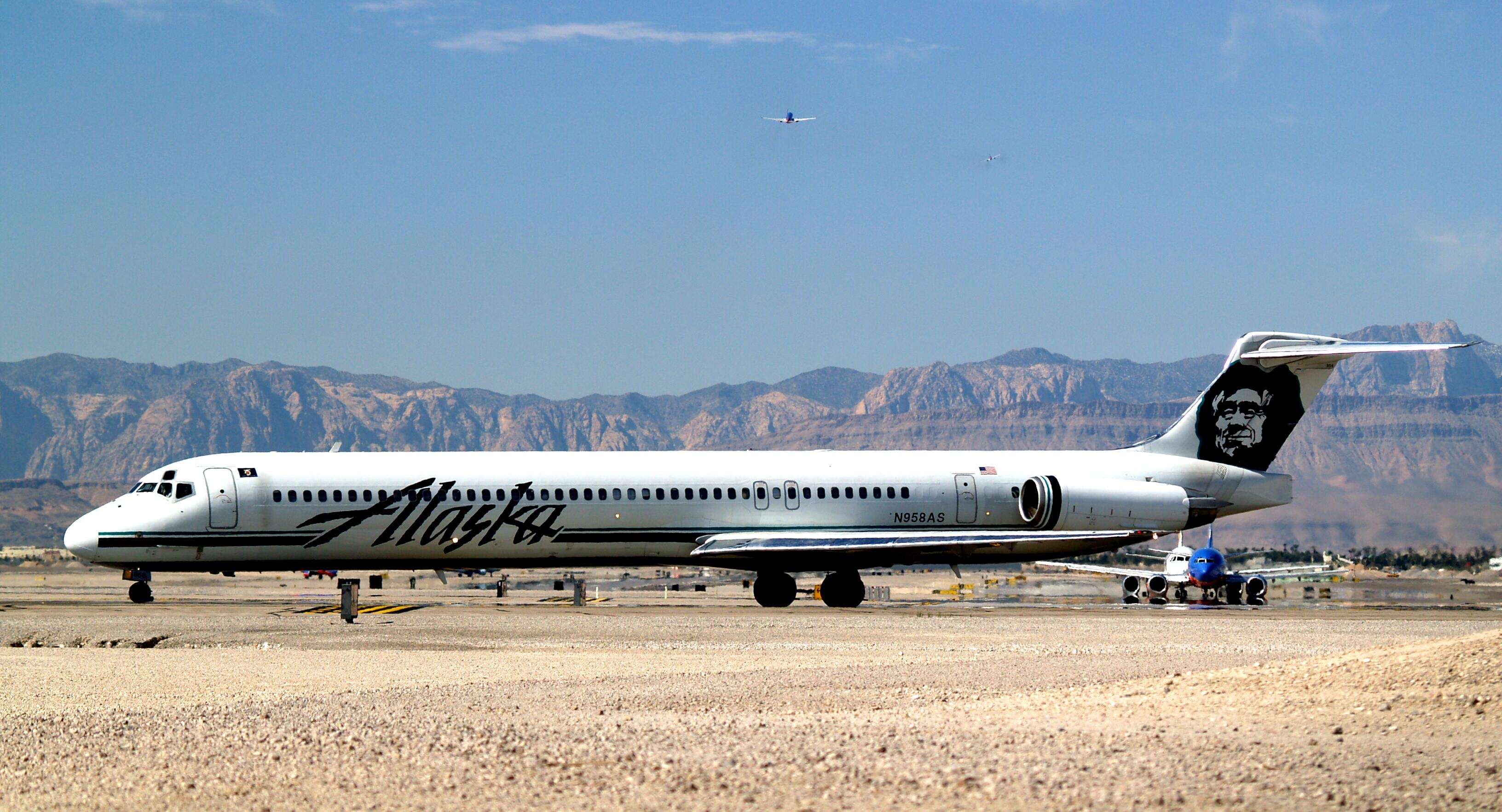
Un McDonnell Douglas MD-83 d'Alaska Airlines, client de lancement de l'appareil

Dans les années 1980, Alaska Airlines a commencé à acquérir des McDonnell Douglas MD-80 pour remplacer les 727 vieillissants. La compagnie était le client de lancement du MD-83, prenant livraison de ses premiers MD-80 en 1985.
En 1985, l'Alaska Air Group a été formé en tant que holding pour Alaska Airlines. En 1986, Alaska Air Group a acquis Horizon Air qui est restée une marque distincte d'Alaska Airlines. Jet Airlines (en) a fusionné avec Alaska Airlines en 1987. Alaska Airlines a d'abord exploité Jet America en tant que compagnie aérienne distincte, mais cela s'est avéré économiquement non viable et les opérations de Jet America ont été fusionnées avec celles d'Alaska Airlines. D'autres MD-80 sont entrés dans la flotte via l'acquisition de Jet America Airlines en 1987. Actuellement[Quand ?], Alaska Air Group exploite deux filiales, Alaska Airlines et Horizon Air.
Il existait par ailleurs un grand déséquilibre saisonnier dans les voyages en Alaska, qui se traduisaient principalement en été. Pour compenser cela, la compagnie aérienne a introduit un service dans les stations balnéaires mexicaines, où la plupart des voyages ont lieu en hiver. En 1988, la compagnie aérienne a commencé à desservir les villes balnéaires mexicaines de Mazatlán et Puerto Vallarta. À la fin des années 1980, 70% des passagers d'Alaska Airlines ont volé au sud de Seattle et la compagnie aérienne desservait 30 villes dans six États en dehors de l'Alaska. La compagnie aérienne avait utilisé avec succès l'état de l'Alaska comme tremplin pour se développer sur des marchés plus vastes et plus rentables.

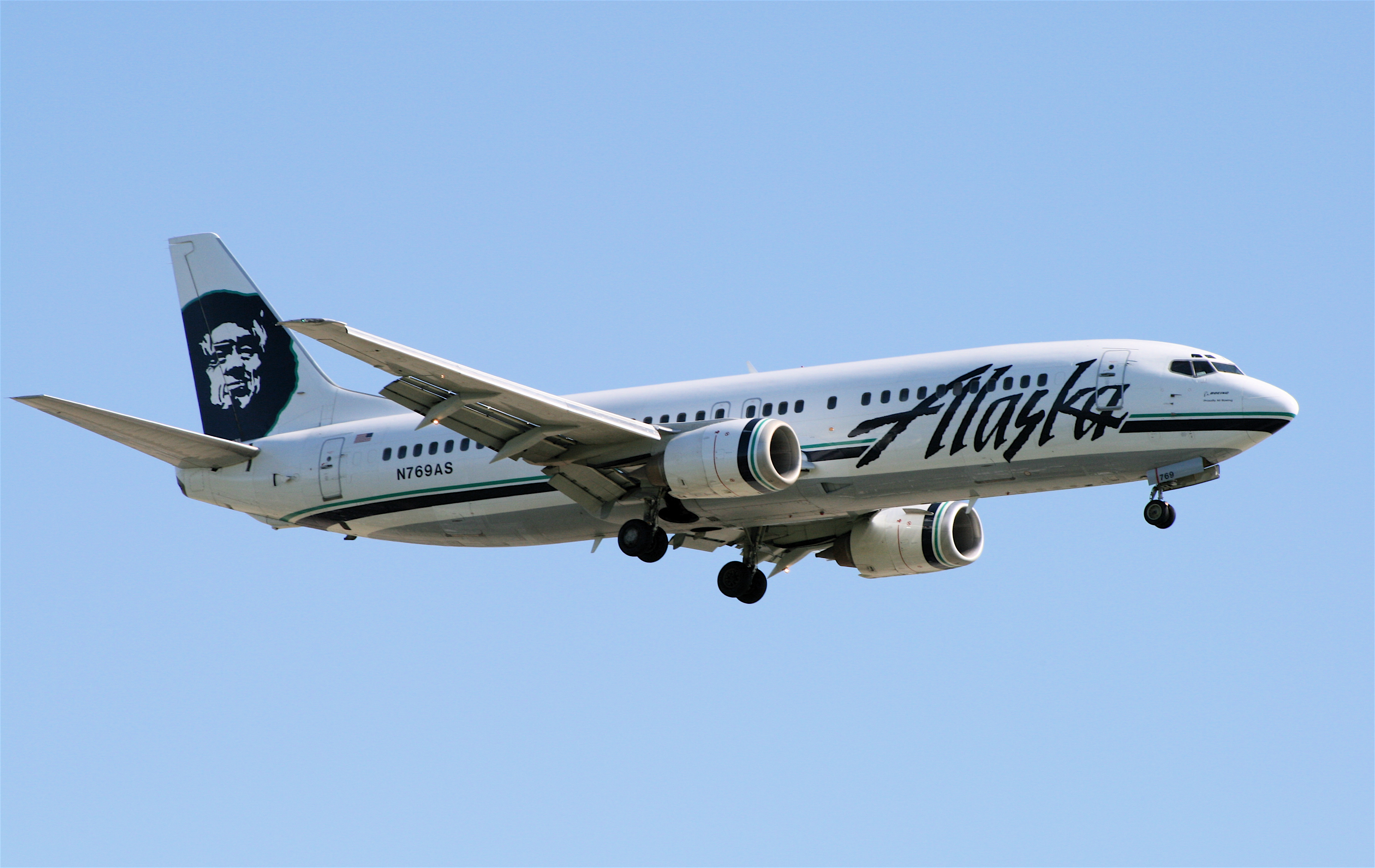
Un Boeing 737-4QB atterrissant à l'aéroport international de Vancouver

### Nouvelle concurrence, nouvelles technologies (années 1990)
La compagnie aérienne a commencé les années 1990 en planifiant la location de 24 Boeing 737-400 à l' International Lease Finance Corporation (ILFC). Le premier avion a été livré en avril 1992.
En 1991, Alaska Airlines a ajouté plusieurs routes à son réseau. Dans l' Extrême-Orient russe, la compagnie a ajouté les villes de Magadan et Khabarovsk, ainsi que Toronto, sa première destination canadienne et la première ville à l'est des Rocheuses. Cependant, Toronto a été abandonnée plus tard en 1992  et les destinations russes en 1998.
Alors que la compagnie aérienne connaissait sa 19e année consécutive de bénéfices dans une industrie turbulente et remportait de nombreux prix pour son service à la clientèle, Bruce Kennedy a pris sa retraite en mai 1991 et a été remplacé par Raymond J. Vecci.
Alaska Airlines a également fait face à une concurrence accrue de la part des transporteurs à bas prix. MarkAir était notamment un grand concurrent d'Alaska Airlines. Depuis le début de ses activités en 1984, la concurrence de MarkAir avait été réduite à la suite d'accords de desserte avec Alaska Airlines. Cependant, après qu'Alaska Airlines ait refusé d'acheter la compagnie aérienne à l'automne 1991, elle a intensifié la concurrence avec Alaska Airlines. Mark Air a ouvert un service de vols à bas prix sur la route Anchorage-Seattle et d'autres routes en Alaska, où Alaska Airlines a réalisé près d'un tiers de ses revenus. Cela a pénalisé Alaska Airlines; pour la première fois en 20 ans, la compagnie a enregistré une perte de US$121 millions de dollars américains. Pour économiser de l'argent, la compagnie aérienne a annulé deux installations de maintenance proposées et reporté l'achat d'un gros avion d'une valeur US$2 milliards de dollars américains. Elle a cependant pu augmenter l'utilisation de ses avions existants. La compagnie aérienne a également réduit les coûts de main-d'œuvre, mais cela a fini par rendre les relations avec les syndicats tendues.
Les réductions de coûts ont rapidement montré des résultats. En 1993, leurs pertes sont tombées à 45 millions de dollars US et la compagnie a réalisé un profit de 40 millions de dollars US. Huit pour cent de ces revenus ont été générés par des opérations de fret record.
Alaska Airlines avait davantage de concurrence en 1993 lorsque la compagnie aérienne à bas prix Southwest Airlines est entrée dans le marché du nord-ouest du Pacifique en achetant Morris Air. Néanmoins, Alaska Airlines a pu réduire ses coûts, mais elle a maintenu son haut niveau de service à la clientèle. La compagnie aérienne s'est également présentée comme « la dernière grande compagnie aérienne » et avec la devise « Pour le même prix, vous obtenez juste plus », mais les analystes ont estimé qu'Alaska Air avait besoin de réductions de coûts plus importantes,. Dans le même temps, l'entreprise a connu de nombreuses grèves du syndicat des agents de bord.
Alaska Airlines a continué à prendre livraison de nouveaux MD-83 au cours des années 1990, à la fois pour répondre aux exigences d'un système de routes en pleine croissance et pour remplacer sa flotte de 727 vieillissante et gourmante en carburant. Leur dernier 727 a été retiré en mars 1994. La flotte MD-80 de la compagnie aérienne a culminé à 44 avions en 1996.
Vecci a été licencié en 1995 et remplacé par John Kelly, ancien PDG d'Horizon Air. La compagnie aérienne a rapidement élargi les routes de la côte ouest pour profiter d'un accord «ciel ouvert» entre les États-Unis et le Canada.
Alaska Airlines a également été le pionnier de certaines nouvelles technologies au cours des années 1990. Elle a ajouté un système de guidage tête haute en 1989 pour mieux fonctionner dans des conditions de brouillard, devenant ainsi la première compagnie aérienne à utiliser cette technologie. En 1995, la compagnie aérienne est devenue la première compagnie aérienne américaine à vendre des billets sur Internet. En 2000, tous les avions de la compagnie aérienne étaient équipés de défibrillateurs externes automatisés, à utiliser en cas d'urgence en vol. La compagnie aérienne a également installé des bornes libre-service appelées «Instant Travel Machines» qui imprimaient des cartes d'embarquement, permettant aux clients de contourner le guichet traditionnel. Un appareil à rayons X, un ajout à l'unité permettant aux passagers d'enregistrer leurs propres bagages, a été testé en 1999 à Anchorage. Ce concept, connu sous le nom d'«aéroport du futur» par la compagnie aérienne, a été testé pour la première fois à Anchorage et a ensuite été porté à son hub de Seattle, et a également attiré l'attention d'autres compagnies aériennes. La compagnie aérienne est également devenue la première compagnie aérienne au monde à intégrer le GPS et la technologie EGPWS ( Enhanced Ground Proximity Warning System ), ajoutant un affichage tridimensionnel en temps réel du terrain. Le système était opérationnel dans tous les Boeing 737-400 du transporteur en avril 1999.
La fin des années 1990 a également vu le transporteur connaître une rentabilité élevée. La compagnie aérienne a ouvert de nouvelles installations de formation et de maintenance. En outre, la compagnie aérienne a commencé à acheter de nouveaux 737, en commandant trois Boeing 737-700 et en devenant le client de lancement du Boeing 737-900 lorsqu'elle a passé une commande pour dix des jets en novembre 1997,.

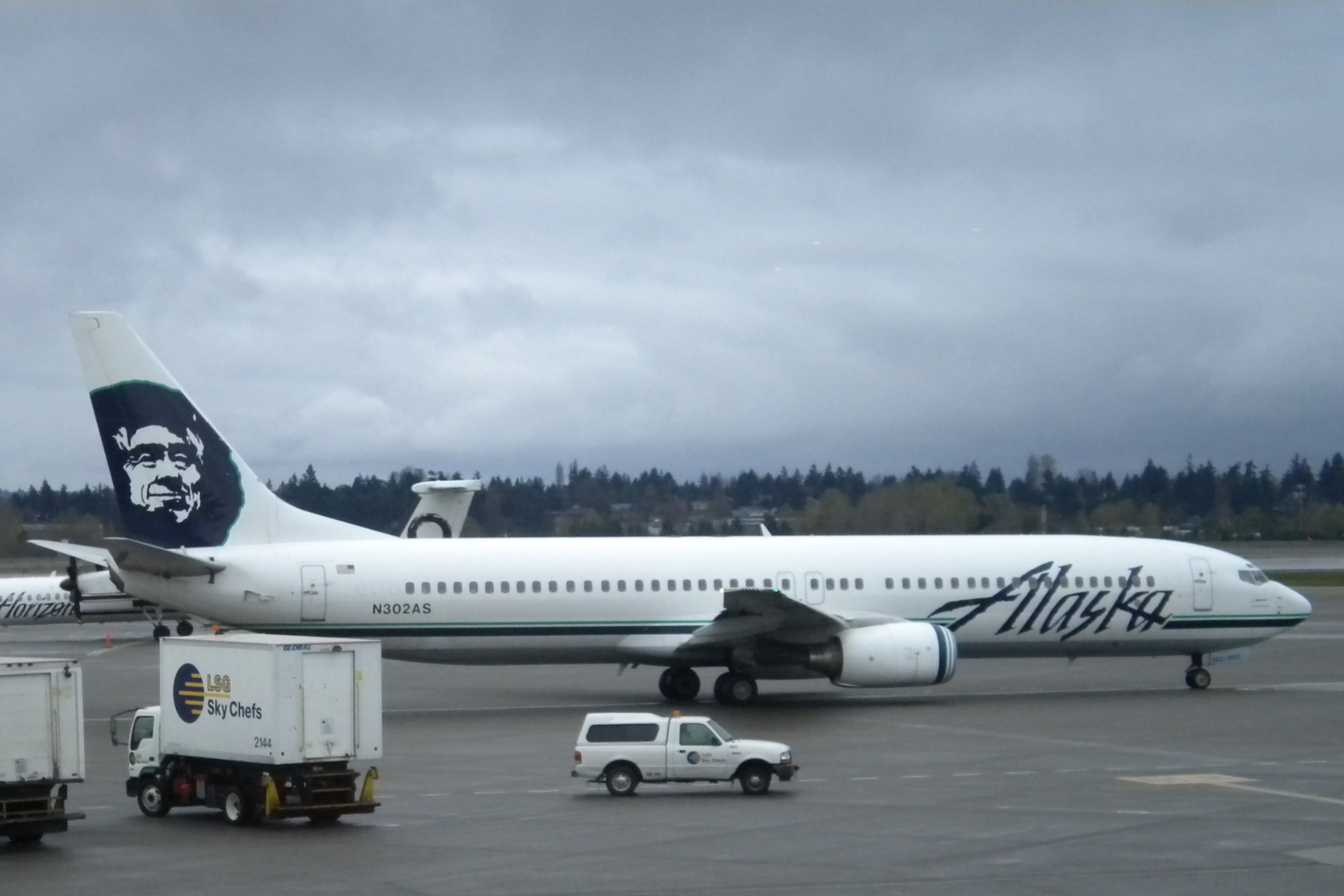
Boeing 737-900 (N546AS) au SeaTac Airport.

### Introduction des vols à travers les États-Unis et crash du vol 261 (années 2000)
Le 31 janvier 2000, le vol 261, reliant Puerto Valarta, au Mexique, à San Francisco, en Californie, connaît une défaillance mécanique durant le vol. Le compensateur de la gouverne de profondeur se bloque et l'avion s'abîme en mer. Les 88 personnes présentes à bord sont tuées. Plus tard, l'enquête démontre que la catastrophe est due à une grave négligence de la compagnie aérienne. Deux ans auparavant, un mécanicien avait demandé en vain le remplacement de la pièce défaillante qui a provoqué le crash. Il fait jour, beaucoup d’avions survolent la baie et voient en direct la chute du MD-80 aux couleurs d'Alaska Airlines. Le contrôleur aérien ainsi que beaucoup de radio amateurs de la côte Ouest entendent les commentaires en direct sur la fréquence.
Avec la livraison des Boeing 737 Next Generation à partir de 1999, Alaska Airlines lance davantage de vols moyen-courriers. En 2000, elle ouvre une route entre Anchorage et Chicago. Le 15 mai 2001, la compagnie prend livraison de son premier 737-900. En 2001, la compagnie aérienne obtient des exemptions de créneaux horaires par le département des Transports pour opérer un vol sans escale entre l'aéroport national Ronald Reagan de Washington et Seattle, mais elle est interrompue après seulement une semaine en raison des attentats du 11 septembre. La compagnie aérienne reprend le service vers l'aéroport Reagan le 4 décembre 2001 pour répondre à la demande.
En janvier 2002, William Ayer est nommé PDG d'Alaska Airlines. Ayer était président sous Kelly depuis 1997, étant venu chez Alaska Airlines depuis Horizon Air deux ans plus tôt, après avoir passé 13 ans chez la compagnie aérienne régionale. Ayer succède en tant que président et chef de la direction d'Alaska Airlines en 2002 à la retraite de Kelly. Il dirige la société à travers une transformation appelée Alaska 2010 qui visait à isoler la compagnie aérienne du cycle traditionnel de boom-bust de l'industrie aérienne.
En 2002, des vols vers Newark, New Jersey sont lancés et en 2003, des services vers Orlando et Boston,,.
En 2003, Alaska Airlines remporte le Technology Leadership Award du magazine Air Transport World pour son innovation en matière de nouvelles technologies à la fois dans l'aéroport et dans l'avion lui-même.
En 2005, en raison de la plus grande efficacité du Boeing 737 Next Generation et de l'augmentation des coûts de maintenance, de carburant et de formation des équipages, Alaska Airlines décide de retirer progressivement ses 26 MD-80 restants et de former ses pilotes sur les nouveaux Boeing 737-800 qui doivent les remplacer. Les derniers MD-80 volent le 25 août 2008 entre San Jose et Seattle et entre Sacramento et Seattle. Pour marquer sa transition vers une flotte entièrement Boeing, Alaska Airlines a dévoilé un 737-800 appelé Spirit of Seattle avec les couleurs de la maison Boeing peintes sur le fuselage et le logo Eskimo de la compagnie aérienne peint sur l'aileron arrière.
En 2005 également, Alaska Airlines a confié à Menzies Aviation bon nombre de ses emplois, y compris des postes de personnel au sol. Dans certains cas, cela s'est traduit par une baisse des salaires de près de 40%. Cet accord a été considéré comme une violation des accords syndicaux en 2008 et les nouveaux équipages au sol ont causé suffisamment de dommages aux avions la première année pour rendre les économies négligeables,. De plus, les entrepreneurs de Menzies ont acquis la réputation de voler des bagages enregistrés après quelques incidents en 2007.
À partir de juin 2006, Alaska Airlines a introduit de nouveaux avions cargo dans sa flotte: cinq avions combi 737-400C et un avion cargo 737-400F. L'avion a été initialement acheté par Alaska Airlines en tant qu'avion de passagers en 1992 et converti par Pemco Air Services. L'avion «combi» 737-400C était particulièrement adapté aux besoins de la compagnie, transportant une combinaison de quatre palettes de fret et 72 passagers, permettant le transport de marchandises et de personnes vers des villes éloignées. Les avions 737-400 avaient une capacité de passagers et de fret 20% supérieure à celle des Boeing 737-200 cargo vieillissants qu'ils remplaçaient.
Le 9 septembre 2007, Alaska Airlines a lancé un service quotidien sans escale entre Portland, Oregon, et Boston. Le 12 octobre 2007, la compagnie aérienne a commencé à desservir Hawaï avec un vol à destination d' Honolulu au départ de Seattle. Le service Seattle– Kauai a commencé le 28 octobre 2007 et le service Anchorage – Honolulu a commencé le 6 décembre 2007. Le 26 octobre 2008, l'Alaska a lancé un service de Seattle à Minneapolis-Saint Paul. Le 3 août 2009, le service de Seattle à Austin, au Texas, a commencé. Le service de Seattle à Houston a commencé le 23 septembre 2009  et de Seattle à Atlanta le 23 octobre 2009.

### Années 2010
En mars 2010, Alaska Airlines a commencé le service de San Jose, Californie, à Kahului et Kona, Hawaï, et aussi de Sacramento, Californie, à Kahului, Hawaï.
Le 27 septembre 2010, Alaska Airlines a commencé son service entre Seattle et Lambert-St. Aéroport international de Louis,.
L'année 2011 a été synonyme de changement majeur pour l'Alaska Air Group ; à partir du début de l'année, Horizon Air ne fonctionnait plus comme une compagnie aérienne régionale distincte. La filiale régionale est passée à un modèle commercial de contrat d'achat de capacité (CPA), qui était alors devenu la norme de l'industrie aérienne régionale. En vertu de l'ACP, Horizon Air exploite et entretient ses avions, tandis que Alaska Airlines est responsable de la planification, de la commercialisation et de la tarification de tous les vols,. Dans le cadre du changement du nouveau modèle commercial, la marque Horizon Air a été retirée et tous les avions Horizon ont été repeints avec une livrée marquée « Alaska Horizon »,.
En janvier 2011, Alaska Airlines a passé une commande de 13 737-900ER. L'avion a été livré entre 2012 et 2014. La compagnie a également commandé deux 737-800 dans le cadre de cette commande,,.
En 2011, Alaska Airlines s'est associé à Boeing et Fujitsu pour être le premier à utiliser une nouvelle technologie appelée Optimisation de la gestion des composants, qui rationalisera les contrôles de maintenance. Il le fera en permettant aux mécaniciens de pointer un appareil portable vers de petites étiquettes RFID attachées à certaines parties de l'avion, qui afficheront des informations sur la date du dernier remplacement des pièces. Cela permettra aux mécaniciens d'effectuer des inspections plus rapidement que les méthodes conventionnelles. Le lancement du programme est prévu pour 2012. Également à la mi-2011, la compagnie aérienne a remis des iPad à ses pilotes pour remplacer 25 livres de manuels de vol papier que les pilotes sont actuellement tenus d'effectuer sur les vols. Alaska Airlines est la première grande compagnie aérienne à utiliser des iPad sur les vols ; tous les pilotes avaient des iPad à la mi-juin 2011. C'était la première partie de l'initiative de la compagnie aérienne de supprimer le sac de vol ; la compagnie aérienne envisage également d'utiliser des iPad pour afficher les cartes aéronautiques.
En novembre 2011, Alaska Airlines a effectué 75 vols de passagers commerciaux aux États-Unis alimentés au biocarburant en utilisant un mélange à 20 % de biocarburant durable fabriqué à partir d'huile de cuisson usagée qui répond aux normes internationales rigoureuses de sécurité et de durabilité.
Le 16 février 2012, le PDG d'Alaska Airlines, Bill Ayer, a pris sa retraite. Ayer est devenu le PDG de la compagnie aérienne en 2002 et a été crédité pour la réduction des coûts et la rentabilité de la compagnie aérienne sans faire faillite. Le président de la compagnie aérienne, Brad Tilden, est officiellement devenu le nouveau PDG le 15 mai 2012.
Le 9 mars 2012, Alaska Airlines a commencé le service de Seattle à Kansas City et le 11 juin 2012, a commencé le service à Philadelphie. Seattle-Tacoma - Les vols de l'aéroport international de Miami se sont terminés le 15 juillet 2012, mais le service vers Fort Lauderdale a commencé le 16 juillet. Le nouveau service à San Antonio a commencé le 17 septembre 2012. Alaska Airlines a également commencé le service de San Diego à Orlando le 11 octobre 2012,.
En octobre 2012, l'Alaska a passé la plus grosse commande de son histoire en commandant un total de 50 Boeing 737 dans le cadre d'un accord d'une valeur US$5 milliards de dollars américains aux prix catalogue. La commande comprend 20 Boeing 737 MAX 8, 17 Boeing 737 MAX 9 et 13 Boeing 737-900ER,,.
Alaska Airlines a annoncé un plan en juin 2013 pour commencer à remplacer les Boeing 737 sur les vols entre Fairbanks et Anchorage, en Alaska, par des Bombardier Q400 exploités par Horizon Air et basés à Anchorage à partir de mars 2014. Le plan visait à réduire les dépenses d'exploitation et éventuellement à baisser les tarifs, mais a été accueilli avec beaucoup de scepticisme par les résidents de Fairbanks qui ont exprimé leur frustration quant à la sécurité de l'avion et à l'embarquement à l'extérieur dans le climat froid de l'hiver via les médias sociaux. Alaska Airlines a répondu aux commentaires sur Facebook en tentant de rassurer les passagers sur la sécurité des Bombardier Q400 et en promettant de traiter les aspects inhabituels du vol en Alaska. La compagnie aérienne a fini par modifier l'une des passerelles de l'aéroport international de Fairbanks afin que les passagers n'aient pas à sortir pour embarquer. En novembre 2017, l'Alaska a annoncé qu'elle reviendrait aux avions à réaction dans l'État de l'Alaska et qu'elle fermerait sa base aérienne Horizon à Anchorage en mars 2018.
Un nouveau service sans escale de Seattle à Salt Lake City a commencé en 2013 et de Seattle à Albuquerque, Baltimore, Detroit, La Nouvelle-Orléans, Tampa et Cancun a commencé en 2014. Plusieurs autres routes ont ensuite été ajoutées à partir de Salt Lake City dans un mouvement concurrentiel contre Delta Airlines lorsque ce transporteur a ajouté de nombreuses nouvelles routes à partir de Seattle.
En 2015, Alaska Airlines a annoncé 3 nouvelles destinations sans escale au départ de Seattle, à destination de Charleston, Nashville et Raleigh-Durham. Ceux-ci, ainsi qu'un vol entre Los Angeles et Baltimore, ont commencé à la fin de 2015 à l'aide de leurs 737.

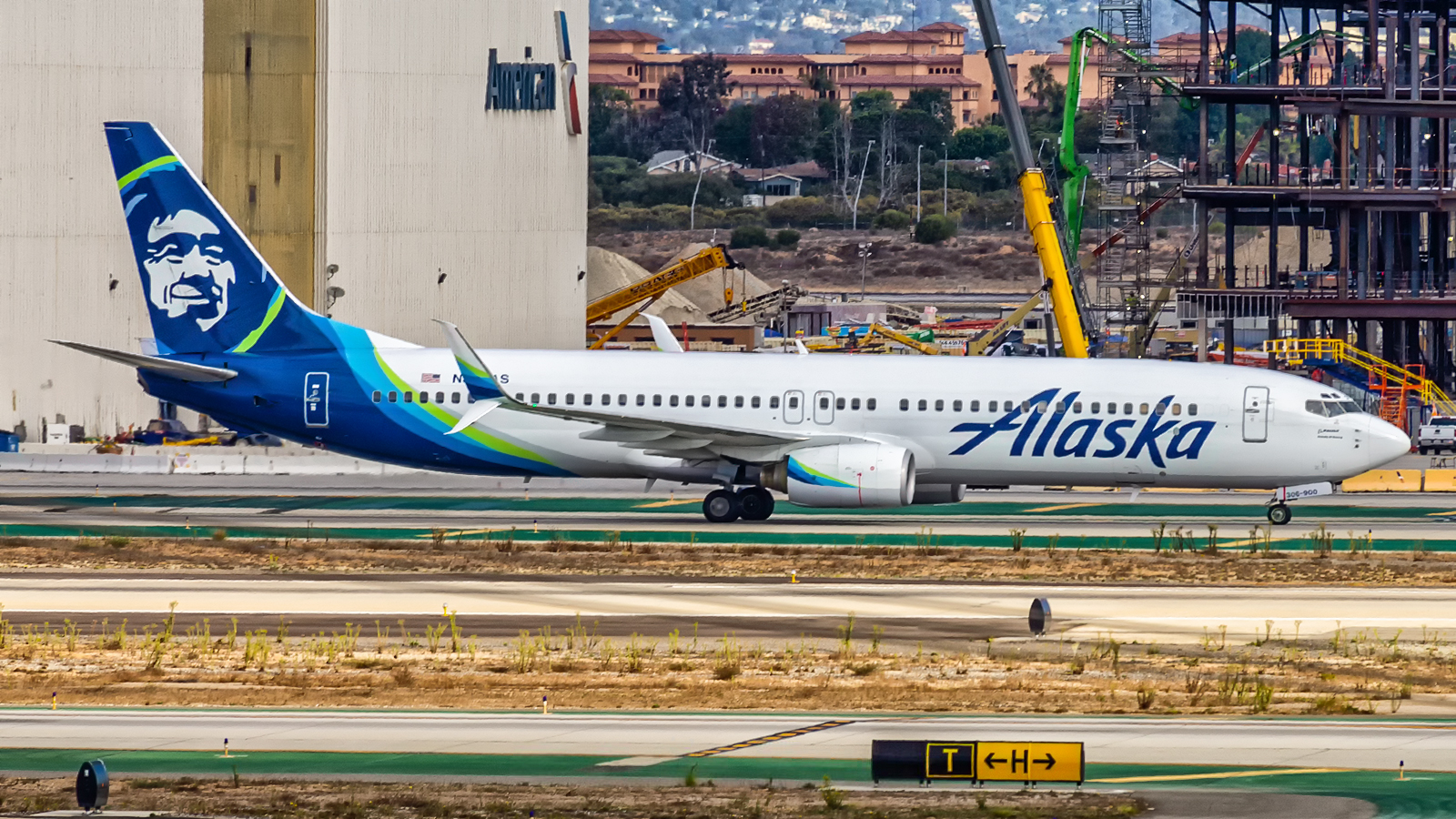
Un Boeing 737-900 dans les nouvelles couleurs d'Alaska Airlines, adoptées en 2016.

Le 25 janvier 2016, pour la première fois en 25 ans, Alaska Airlines a dévoilé une mise à jour majeure de sa marque, qui comprenait un nouveau logo et une nouvelle livrée,,. Dans le nouveau design, le mot-symbole Alaska a été simplifié et le design du logo Eskimo a été simplifié et les volants de la parka ont été rendus plus colorés.
En 2017, Alaska Airlines s'est étendue à Indianapolis, avec un service sans escale vers Seattle en mai et San Francisco en septembre. La route de San Francisco a été interrompue en septembre 2018.
En septembre 2018, Alaska Airlines a ajouté un service sans escale de Seattle à Pittsburgh.

#### Acquisition de Virgin America
En avril 2016, Alaska Air annonce l'acquisition de Virgin America pour 2,6 milliards de dollars, renforçant sa position sur la côté Ouest des États-Unis. Après l'annonce de l'acquisition, Richard Branson, le chef du groupe Virgin et l'un des fondateurs de Virgin America, s'est décrit comme «triste» et déçu. Malgré les protestations de son actionnaire le plus en vue, la majorité des actionnaires de Virgin America ont voté en faveur de la vente à Alaska Air Group.
Le DOT a délivré un certificat d'exploitation unique pour les compagnies aériennes combinées le 11 janvier 2018. Les compagnies aériennes ont fusionné dans le même système de service aux passagers le 25 avril 2018, ce qui signifie que la plupart des parties de l'entreprise en contact avec les clients (y compris les numéros de vol, le site Web, les applications mobiles et les bornes d'enregistrement à l'aéroport) ont une seule marque: Alaska AIrlines. Le dernier vol de Virgin America a eu lieu le 24 avril 2018. Le dernier avion de Virgin America a été repeint le 2 juin 2019.

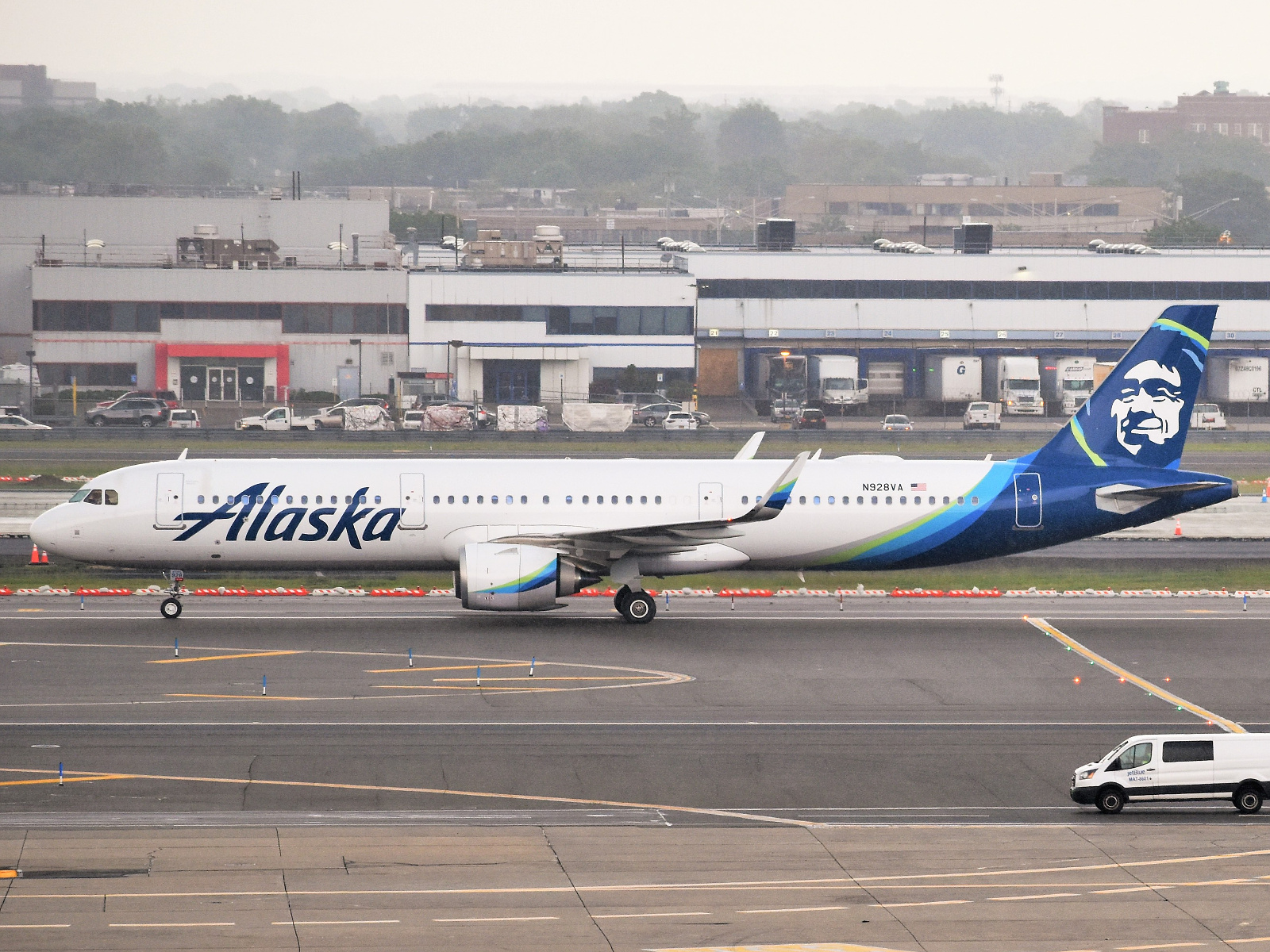
A321neo dans la nouvelle livrée.

L'acquisition a créé un problème pour le groupe : Alaska exploite une flotte de Boeing 737, mais Virgin America exploite une flotte entièrement Airbus. Même si les avions de la famille 737 et A320 sont conçus pour opérer dans le même segment court à moyen-courrier pouvant accueillir jusqu'à 200 passagers - les deux jets sont très différents en termes de fonctionnement, et quiconque souhaite passer d'un 737 à un avion de la famille Airbus A320 (ou vice versa) doit suivre une longue formation, un processus coûteux pour la compagnie aérienne. Les premiers contrats de location d'Airbus ont expiré en 2019, et d'autres devraient expirer entre 2021 et 2024,. En avril 2020, en réponse aux suspensions de route résultant de la pandémie COVID-19, Alaska AIrlines a immobilisé 19 avions hérités de Virgin America, dont 12 ont définitivement pris leur retraite et les 7 autres ne devraient pas revenir en service; la compagnie aérienne utilise les réductions de vols liées à la pandémie comme une occasion de recycler de nombreux pilotes Airbus pour qu'ils pilotent plutôt le Boeing 737.

### Années 2020
En raison des effets économiques de la pandémie du COVID-19, Alaska Airlines a annoncé qu'elle réduirait de 30 % son nombre d'employés. D'ici la fin de 2020, l'entreprise devrait supprimer environ 7 000 postes sur 23 000 au total.
Il est prévu qu'Alaska Airlines devienne membre de l'alliance Oneworld en mars 2021.
Le 22 décembre 2020, Alaska Airlines a accepté d'acheter 23 biréacteurs Boeing 737 MAX 9.
En décembre 2023, Alaska Airlines annonce l'acquisition d'Hawaiian Airlines pour 1,9 milliard de dollars.

## Accidents et incidents
- 31 janvier 2000 : crash d'un McDonnell Douglas MD-83 dans l'océan Pacifique au large de Los Angeles, entraînant la mort des 83 passagers et cinq membres d'équipage (vol Alaska Airlines 261). L'enquête a montré de graves négligences dans l'entretien des avions par Alaska Airlines.
- 5 janvier 2024 : perte d'une porte en vol sur un Boeing 737 Max[87],[88].
- 21 juillet 2025 : interruption de tout les vols en raison d’une panne informatique.

## Destinations
Alaska Airlines dessert 91 destinations aux États-Unis, au Canada et au Mexique.

## Flotte

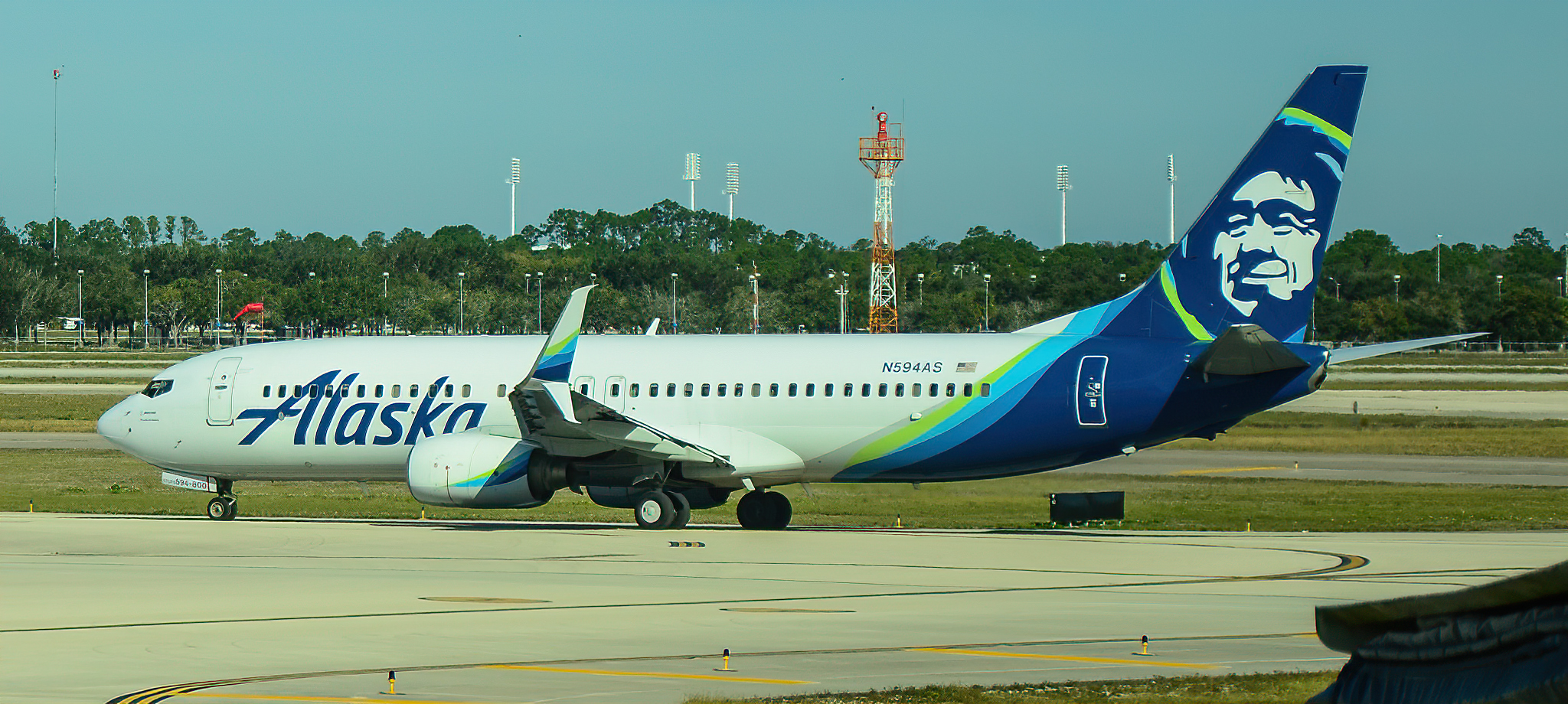
Boeing 737-800

### Flotte actuelle

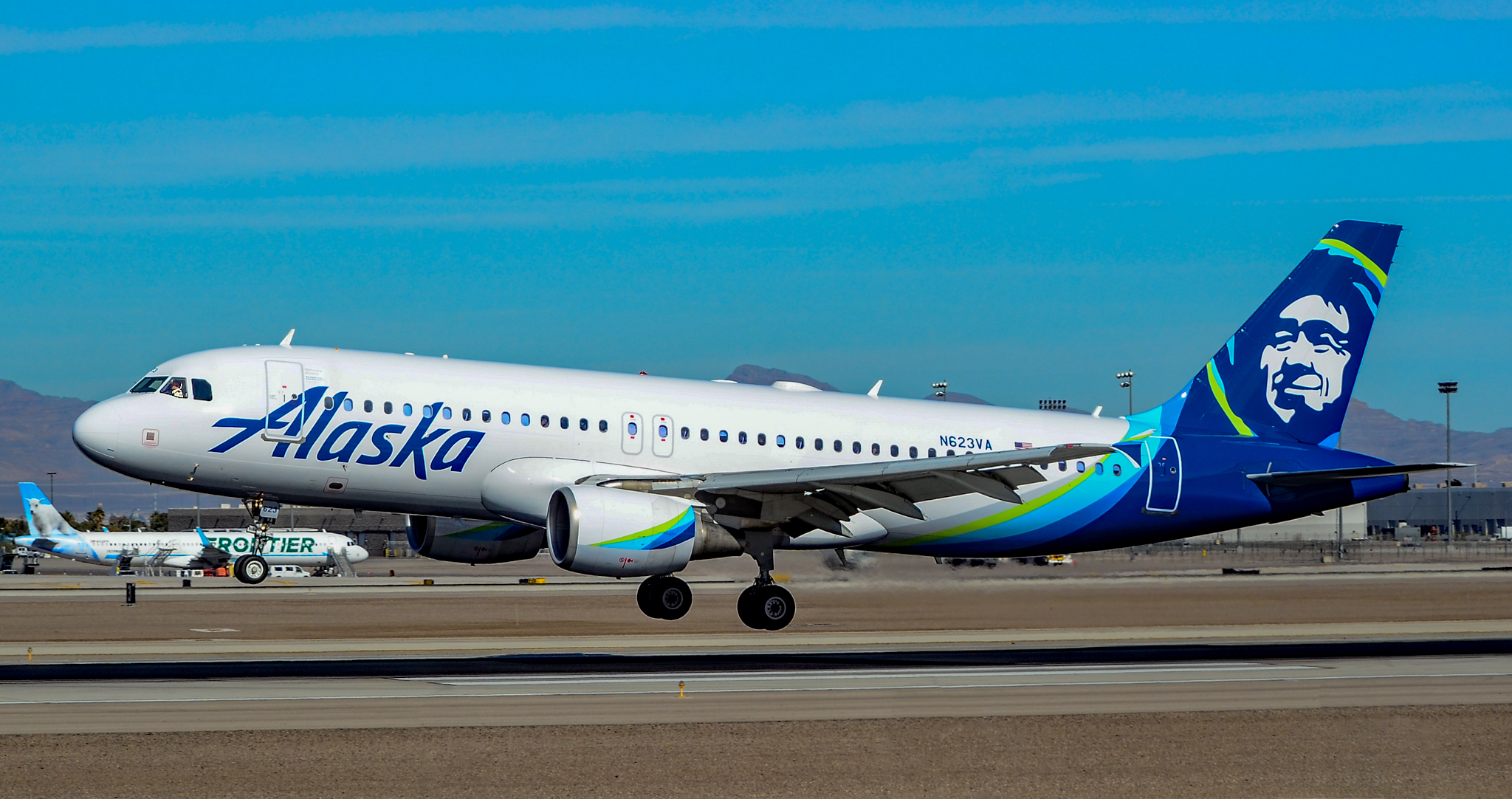
Airbus A320-214

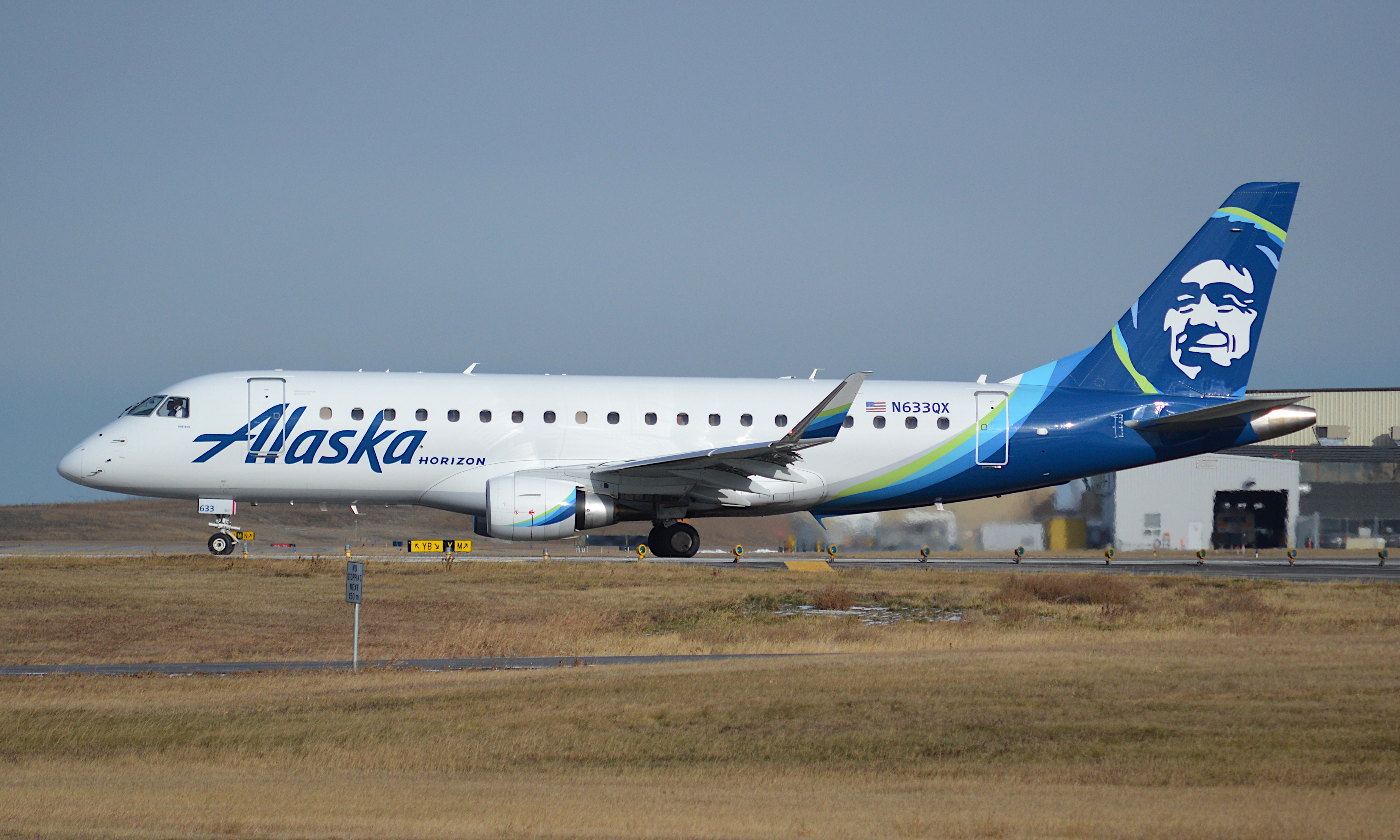
Embraer E175

En avril 2025, après la fusion avec la compagnie Virgin America, les appareils suivants sont en service au sein de la flotte d'Alaska Airlines (appareils aux couleurs d'Horizon Air non compris). L'âge moyen de la flotte est de 8 ans.
| Flotte Passagers     | Flotte Passagers | Flotte Passagers | Flotte Passagers | Flotte Passagers | Flotte Passagers | Flotte Passagers                                   | Flotte Passagers | Flotte Passagers |
| Appareils            | En service       | Commandes        | Passagers        | Passagers        | Passagers        | Remarques                                          |                  |                  |
| -------------------- | ---------------- | ---------------- | ---------------- | ---------------- | ---------------- | -------------------------------------------------- | ---------------- | ---------------- |
| Appareils            | En service       | Commandes        | First            | Coach            | Total            | Remarques                                          |                  |                  |
| Airbus A319          | 10               | –                | 12               | 114              | 126              | Hérités de Virgin America                          |                  |                  |
| Airbus A320          | 52               | –                | 12               | 138              | 150              | Hérités de Virgin America                          |                  |                  |
| Airbus A320neo       | –                | 30               | N/C              | N/C              | N/C              | Commandés par Virgin America. Livraison en suspens |                  |                  |
| Airbus A321neo       | 10               | –                | 16               | 174              | 190              | Commandés par Virgin America. Livraison en cours   |                  |                  |
| Boeing 737-700       | 11               | –                | 12               | 112              | 124              |                                                    |                  |                  |
| Boeing 737-800       | 61               | –                | 12               | 147              | 159              |                                                    |                  |                  |
| Boeing 737-900       | 4                | –                | 16               | 162              | 178              |                                                    |                  |                  |
| Boeing 737-900ER     | 87               | –                | 16               | 162              | 178              |                                                    |                  |                  |
| Boeing 737 MAX 9     | 4                | 28               | N/C              | N/C              | N/C              | Livraisons prévues entre 2018 et 2024              |                  |                  |
| Embraer 175          | 62               | –                | 12               | 64               | 76               | Exploités par Skywest                              |                  |                  |
| Total                | 333              | 58               |                  |                  |                  |                                                    |                  |                  |
| Flotte Cargo         |                  |                  |                  |                  |                  |                                                    |                  |                  |
| Boeing 737-700(BDSF) | 3                | –                | Cargo            | Cargo            | Cargo            | Ex- 737-700                                        |                  |                  |
| Total                | 3                | –                |                  |                  |                  |                                                    |                  |                  |

### Flotte historique

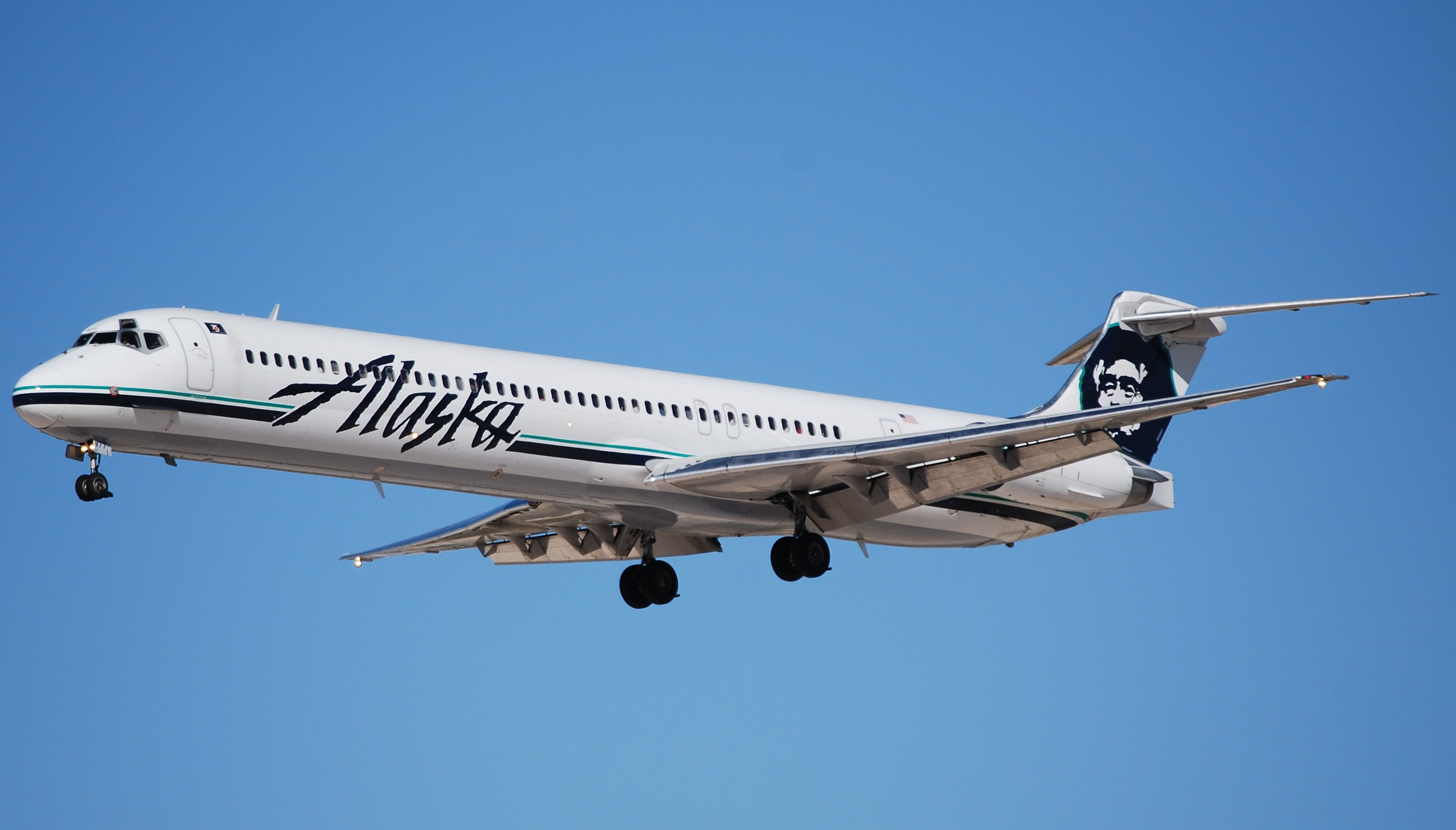
Un ancien MD-83 de la compagnie

- Convair 880
- Convair 990
- Boeing 707
- Boeing 720
- Boeing 720B
- Boeing 727-100
- Boeing 727-200
- Boeing 737-200
- Boeing 737-400
- Airbus A319
- McDonnell Douglas MD-80
- Boeing 737-200 Combi/QCs
- Boeing 737-400 Combi

## Identité
La livrée et le logo de la compagnie aérienne sont restés relativement similaires au cours des 50 dernières années; avec le mot Alaska sur les côtés avant du fuselage, avec une image d'un Eskimo d'Alaska indigène sur le stabilisateur vertical comme logo.
L'image de l'Esquimau est apparue pour la première fois en 1972 aux côtés de trois autres logos qui représentaient chacun une partie de l'histoire de Alaska Airlines: un totem, un mineur d'or et des flèches russes. L'Esquimau est représenté portant un qulittaq traditionnel (parka à collerette). En 1976, la compagnie aérienne a adopté l'empennage Eskimo à l'échelle de la flotte, avec le design légèrement modifié pour avoir le visage souriant.
Entre les années 1970 et le milieu des années 2010, les avions de Alaska Airlines étaient tous peints en blanc (à l'exception de l'Eskimo), avec des rayures bleu foncé et sarcelle sur toute la longueur des côtés du fuselage.
En 1988, l'Alaska a envisagé de remplacer le visage esquimau par un nouveau logo ressemblant à une montagne, mais a abandonné le plan au milieu des plaintes généralisées des Alaskiens et des employés de l'entreprise,.
À partir du milieu des années 1990, le mot «Alaska» a été représenté comme un mot - symbole avec les lettres conçues pour ressembler à des glaçons.
À partir de février 2015, la compagnie a déployé ce qu'elle a appelé une livrée «mise à jour». Les changements comprenaient un nouveau mot-symbole (où le k ne croisait plus le dernier a dans «Alaska») sur les côtés de l'avion, une peinture bleu marine avec des accents verts et un dessin esquimau simplifié sur la queue (pas de contour turquoise).

En janvier 2016, la livrée et le logo ont fait l'objet d'une refonte majeure. Le mot-symbole Alaska a été encore simplifié et la conception du logo Eskimo a été simplifiée et les volants de la parka ont été rendus plus colorés. Sur le fuselage des avions, les rayures ont été éliminées et remplacées par un motif « jelly bean » avec des vagues de bleu foncé, bleu marine, sarcelle et vert courant le long du côté de l'avion jusqu'au stabilisateur vertical.

Évolution du logo
Logo jusqu'en 2016
Logo depuis 2016

Évolution de la livrée
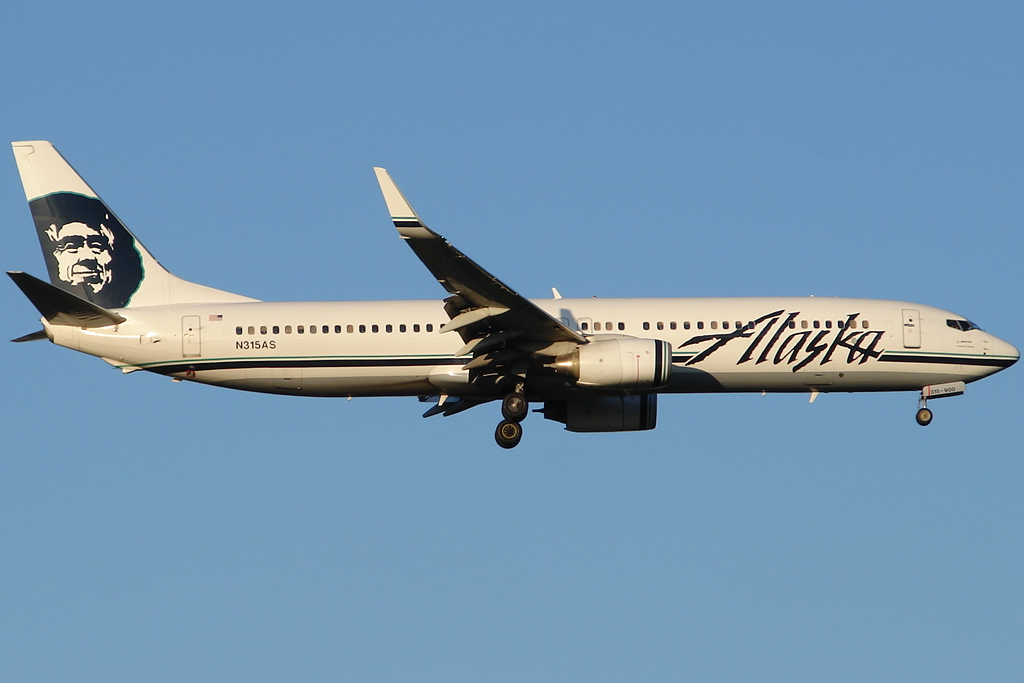
Boeing 737-900
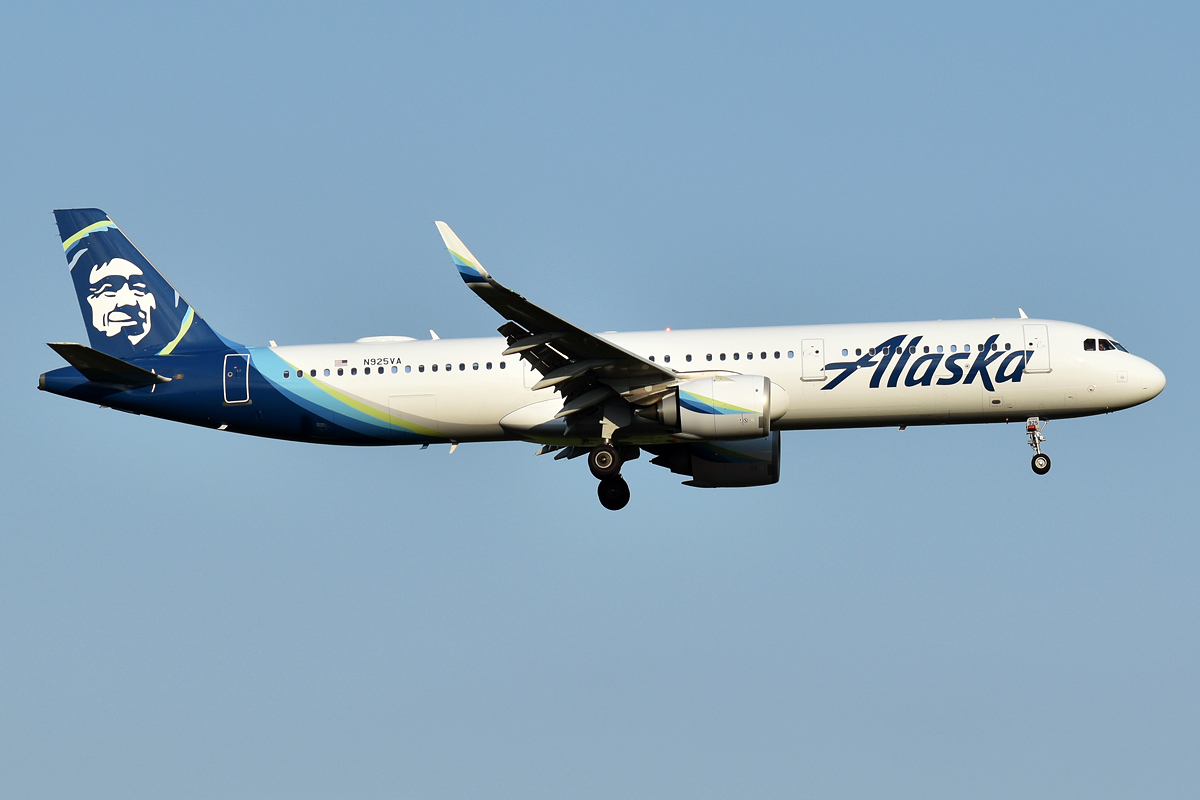
A321neo avec la nouvelle livrée

## Partenariats
Alaska Airlines a des accords de partage de codes avec les compagnies aériennes suivantes:
| - Air France - Fiji Airways - American Airlines - French Bee | - British Airways - Cathay Pacific - Japan Airlines - Iberia | - Delta Air Lines - Era Alaska - Hawaiian Airlines - Horizon Air | - KLM - Korean Air - LATAM Chile - Mokulele Airlines (en) | - PenAir - Qantas - Qatar Airways - SriLankan Airlines |  |

## Galerie et livrées spéciales

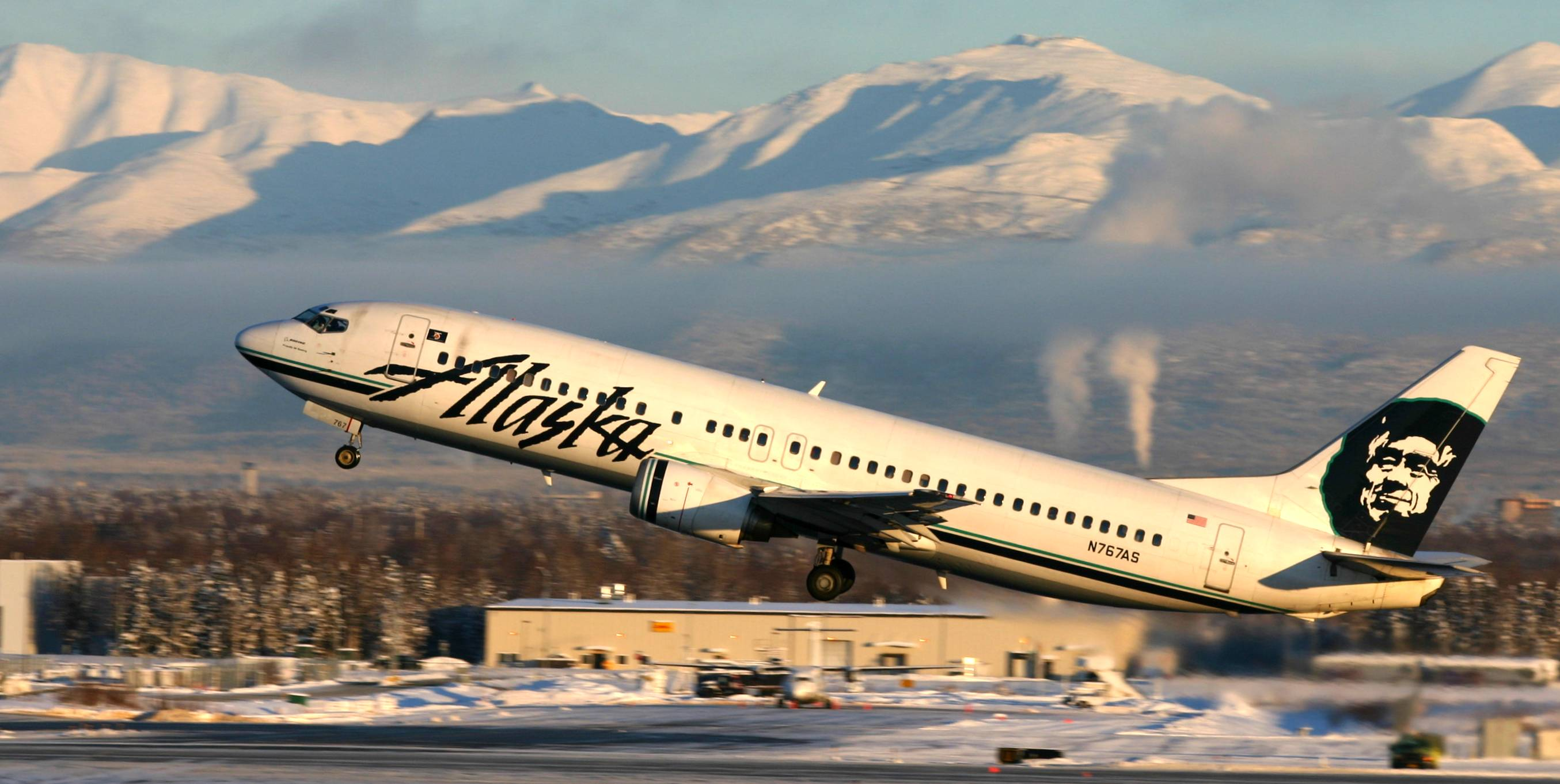
Boeing 737-400
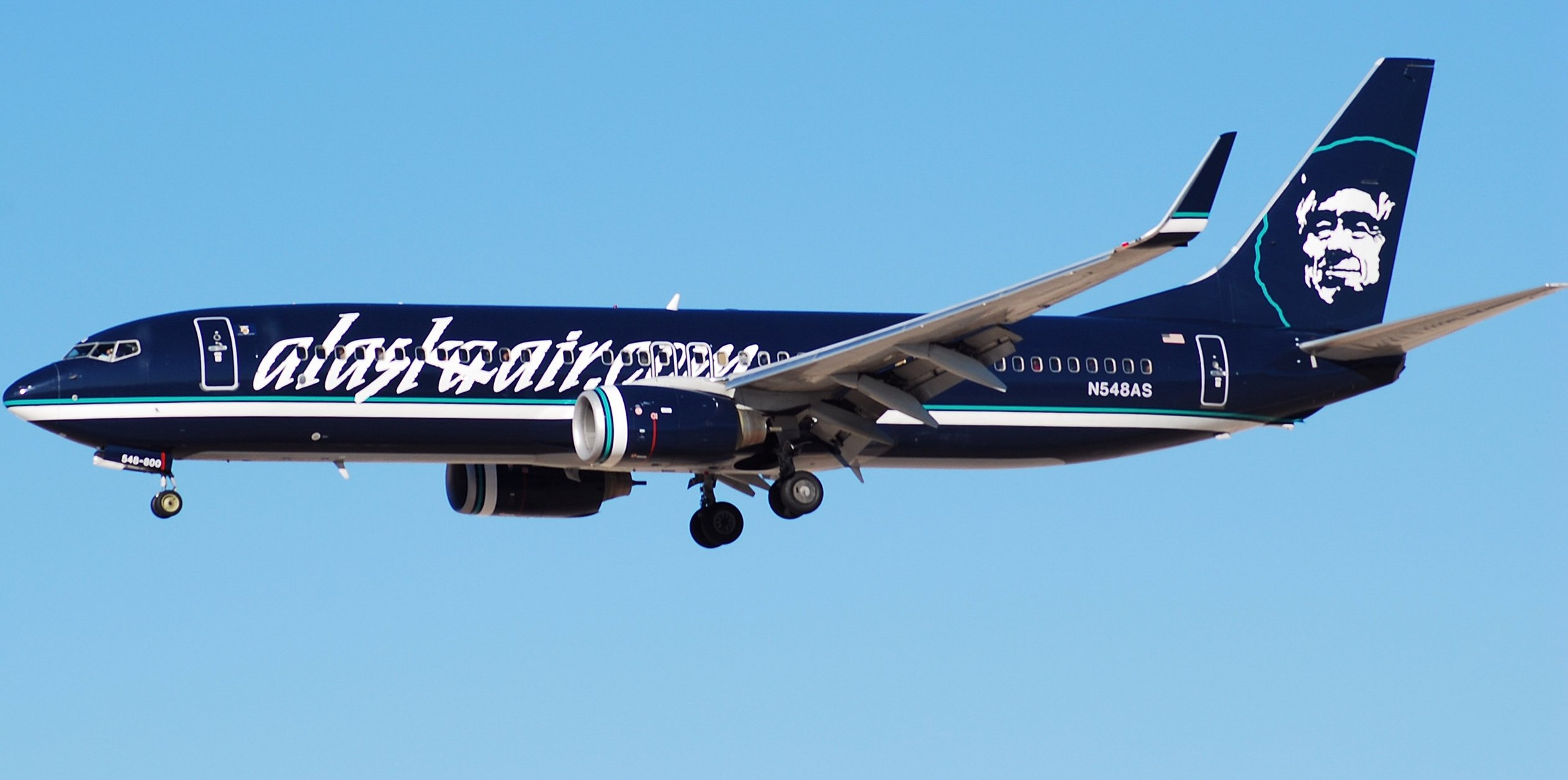
Livrée spéciale
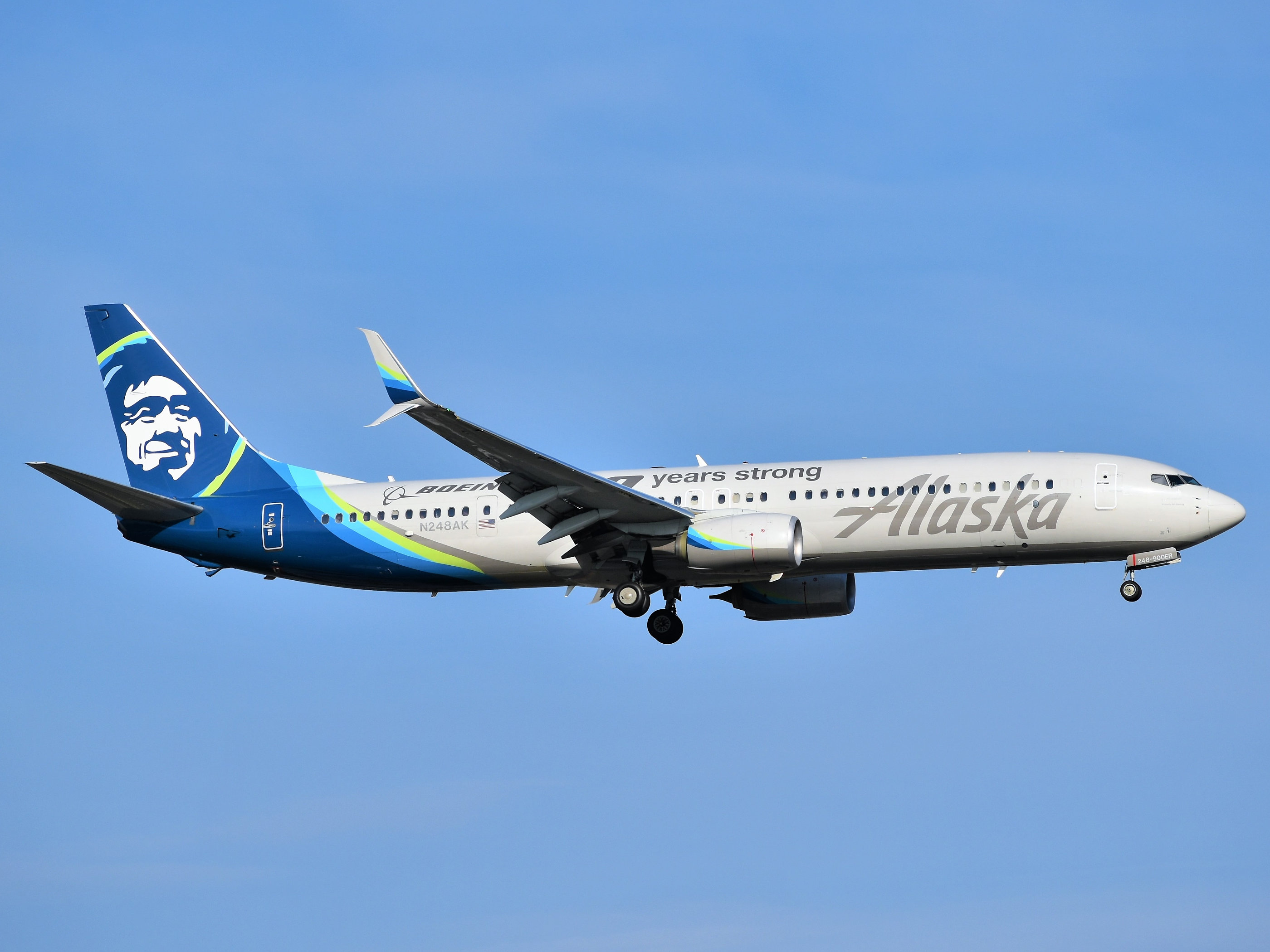
Un avion célébrant les 100 ans d'existence de la compagnie
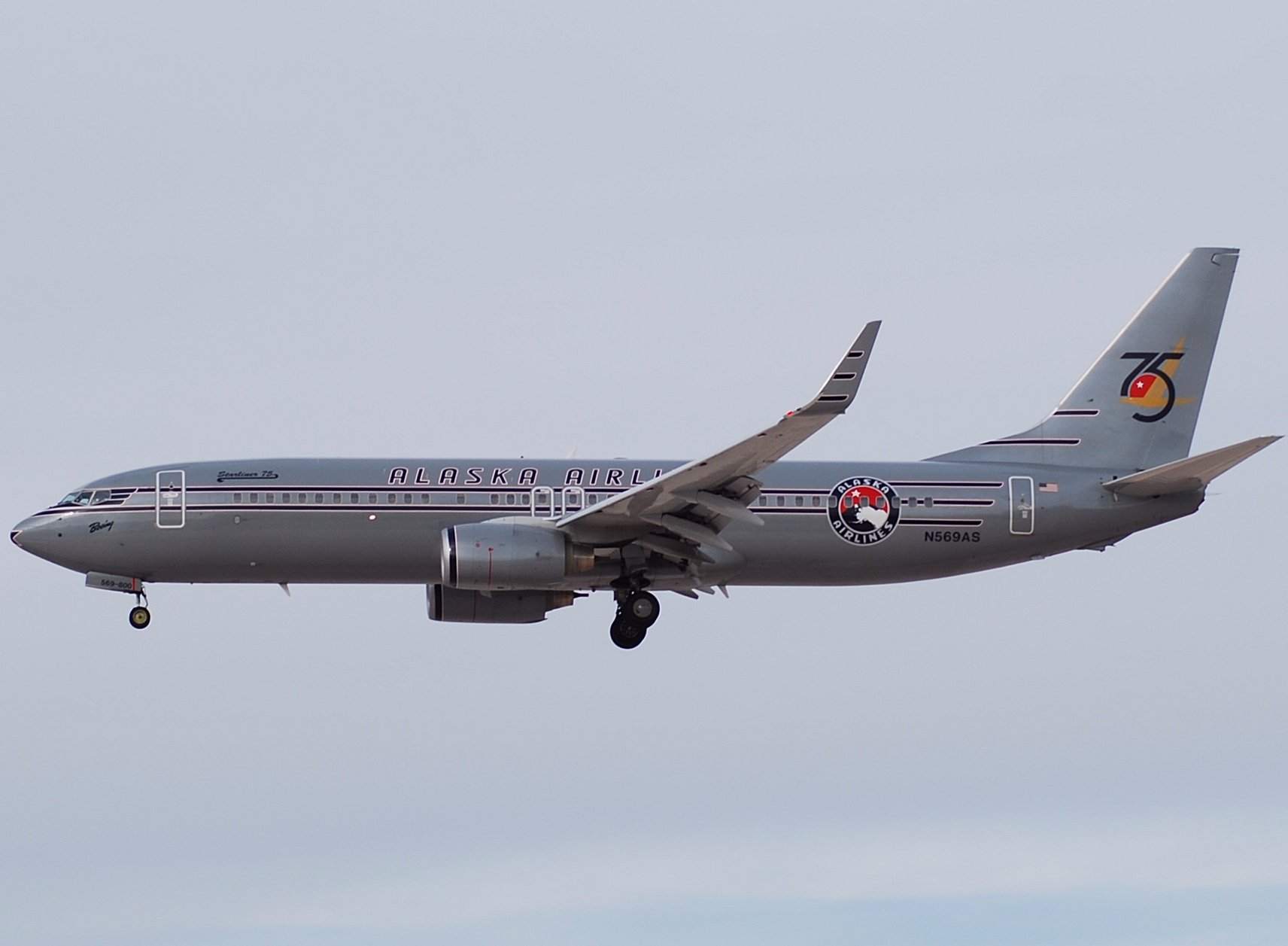
Livrée célébrant le 75e anniversaire de la compagnie
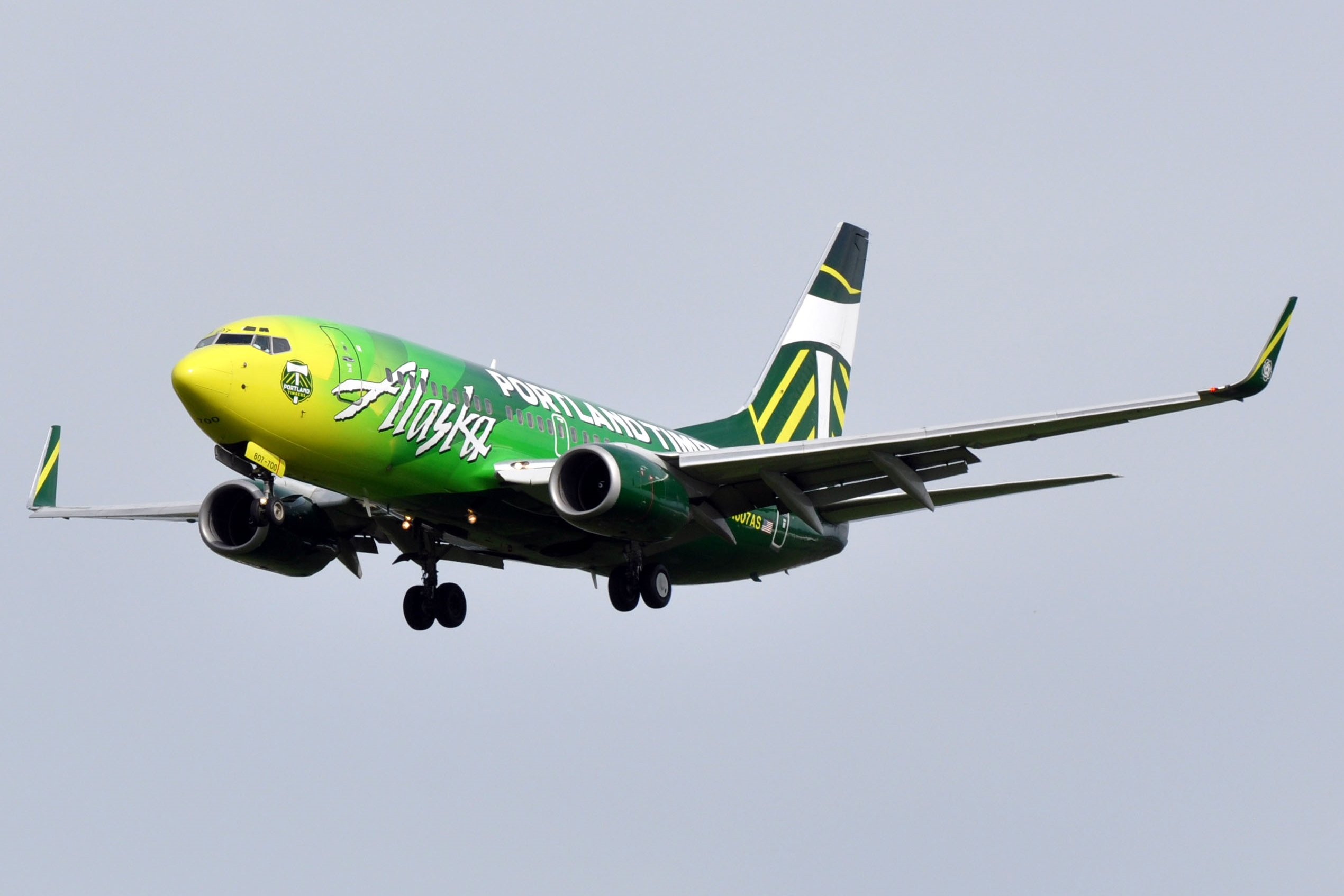
Livrée des Portland Timbers
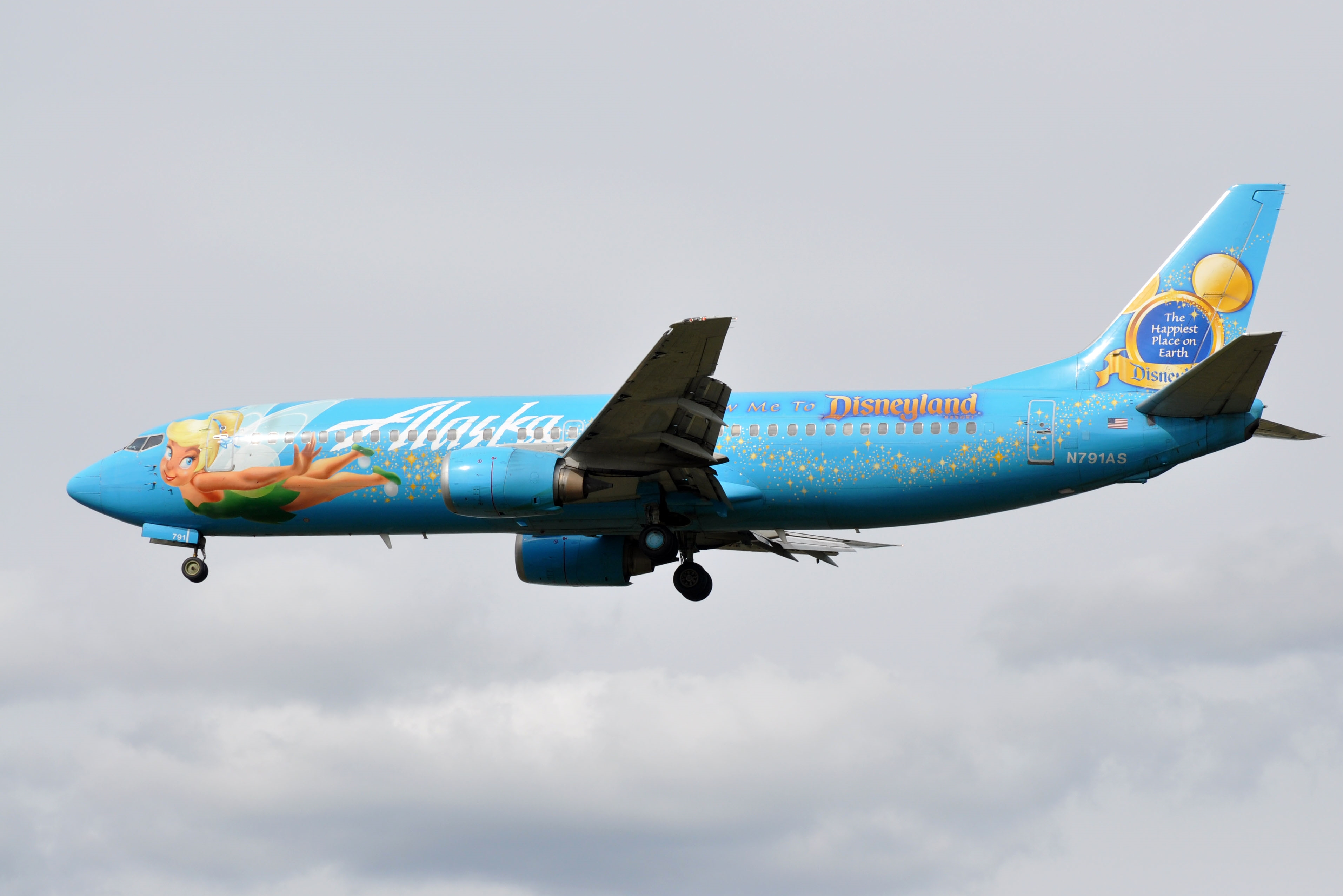
Livrée Disney sur un Boeing 737-400
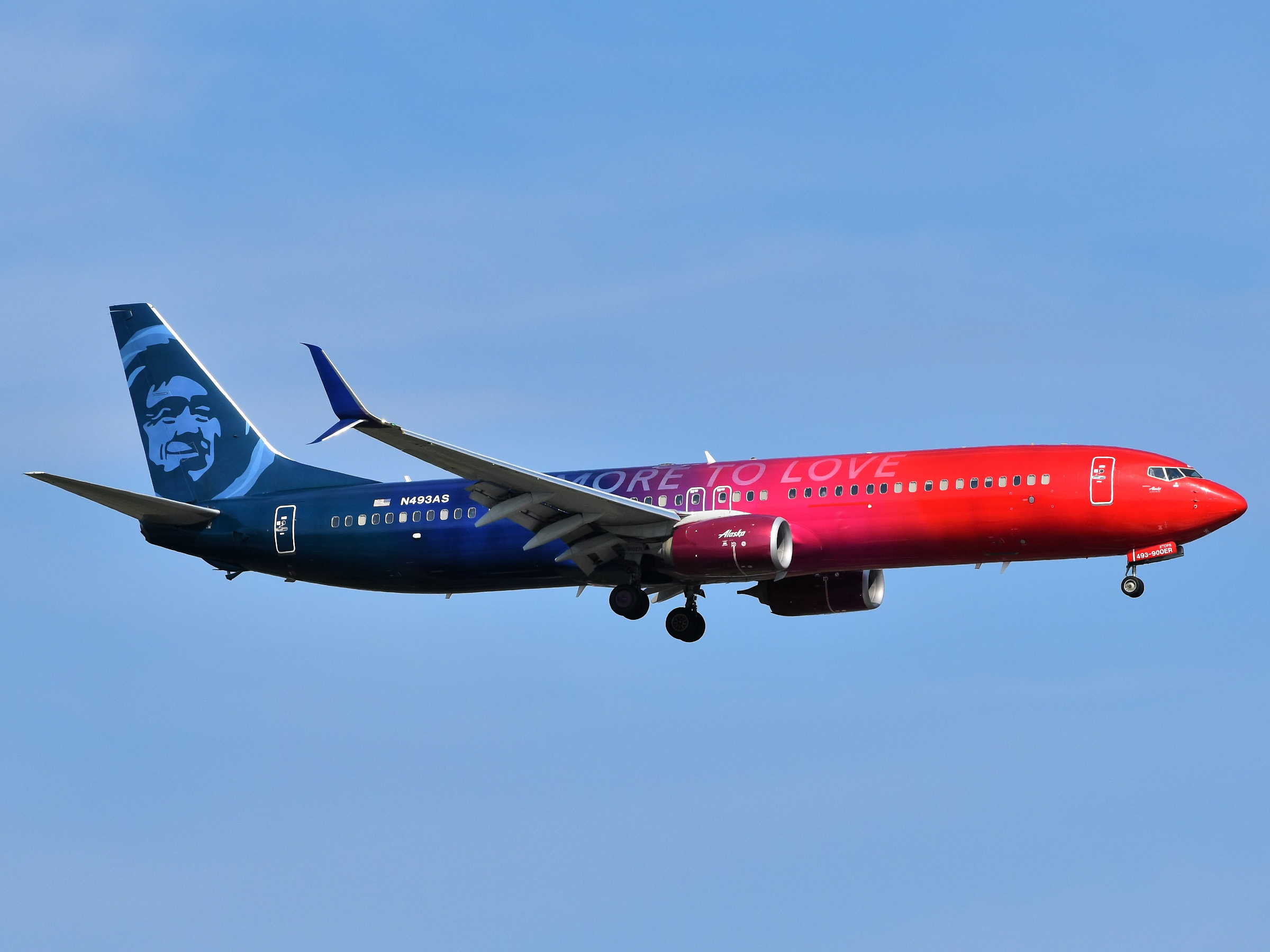
Livrée More To Love, Boeing 737-900
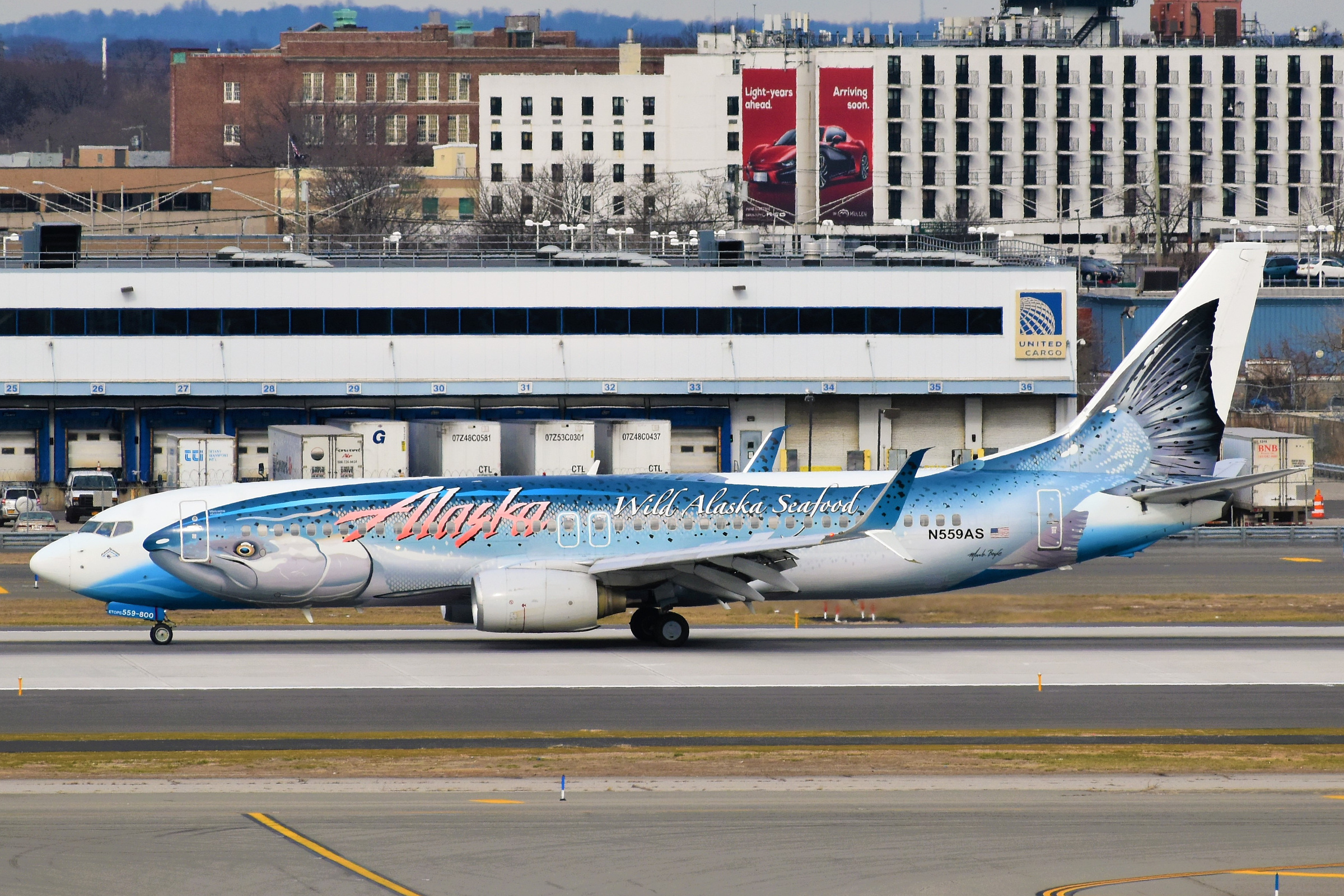
Livrée Salmon Thirty Salmon à JFK
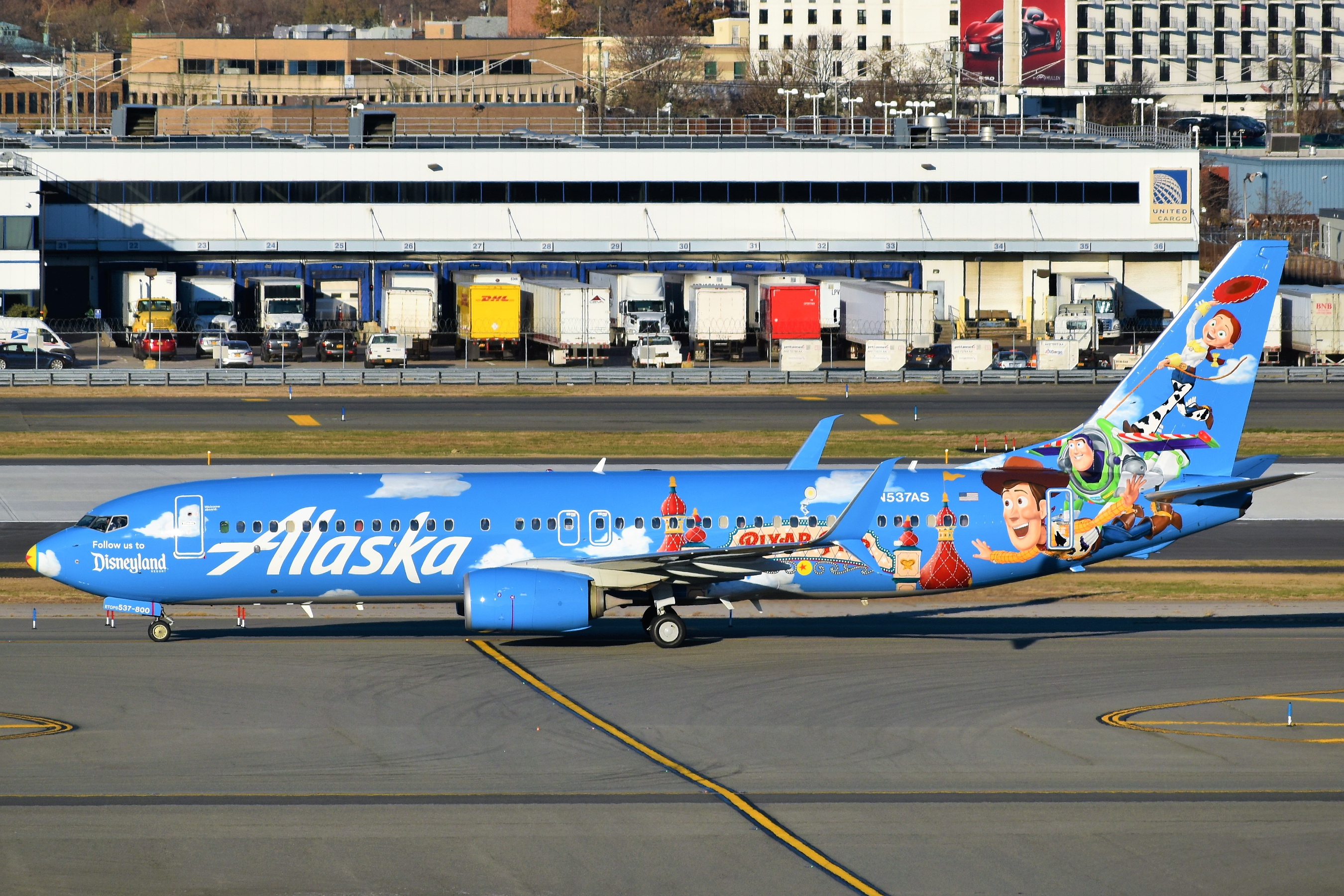
Livrée Friendship and Beyond at Disneyland Resort - Pixar Pier